# Mise au tombeau
Pour les articles homonymes, voir La Mise au tombeau.

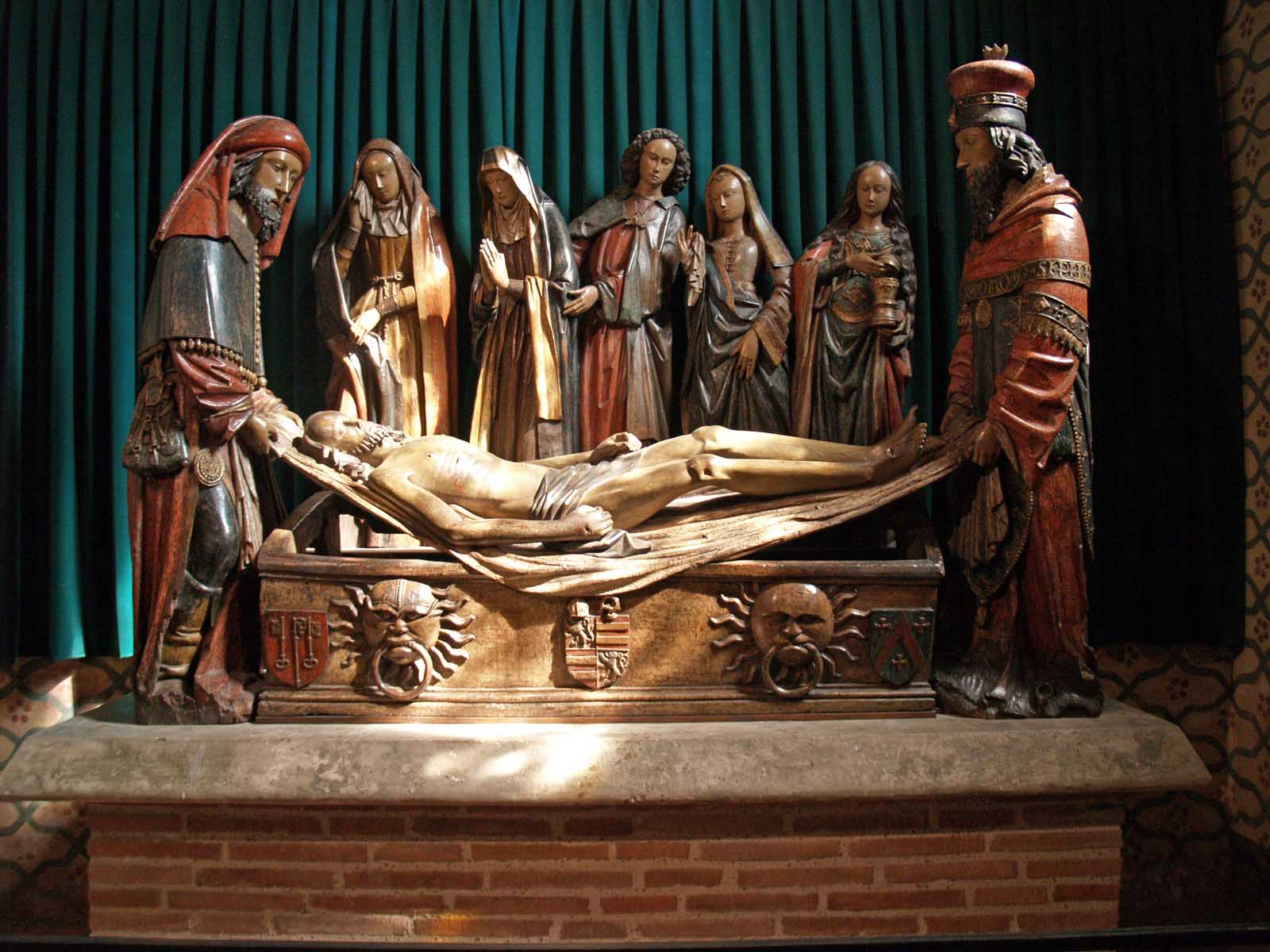
Mise au tombeau de l'église abbatiale de Moissac (fin du XVe siècle).

La Mise au tombeau est le dernier épisode de la Passion du Christ, devenu un sujet de l'iconographie chrétienne. Les représentations de cet événement se fondent sur les récits de la mort du Christ dans les évangiles  de Jean (19, 38-42), Luc (23, 50-55), Marc (15, 43.49) et Matthieu (27, 55-61), ainsi que dans les évangiles apocryphes. La Mise au tombeau est particulièrement populaire dans les Mystères de la Passion du Christ et la sculpture religieuse européenne des XVe et XVIe siècles. On trouve également de nombreux exemples de ce thème artistique dans l'art de la Contre-Réforme ; elle est présente dans l'art populaire avec les représentations du Chemin de croix.
C'est également un des éléments de certaines Passions mises en musique.
La péricope de la mise au tombeau dans le sépulcre de Joseph d'Arimathie est pourtant un récit à l'historicité fort douteuse et probablement un embellissement théologique, mais la portée symbolique et apologétique l'emportent sur la véracité de l'histoire racontée.

## Historicité du récit biblique

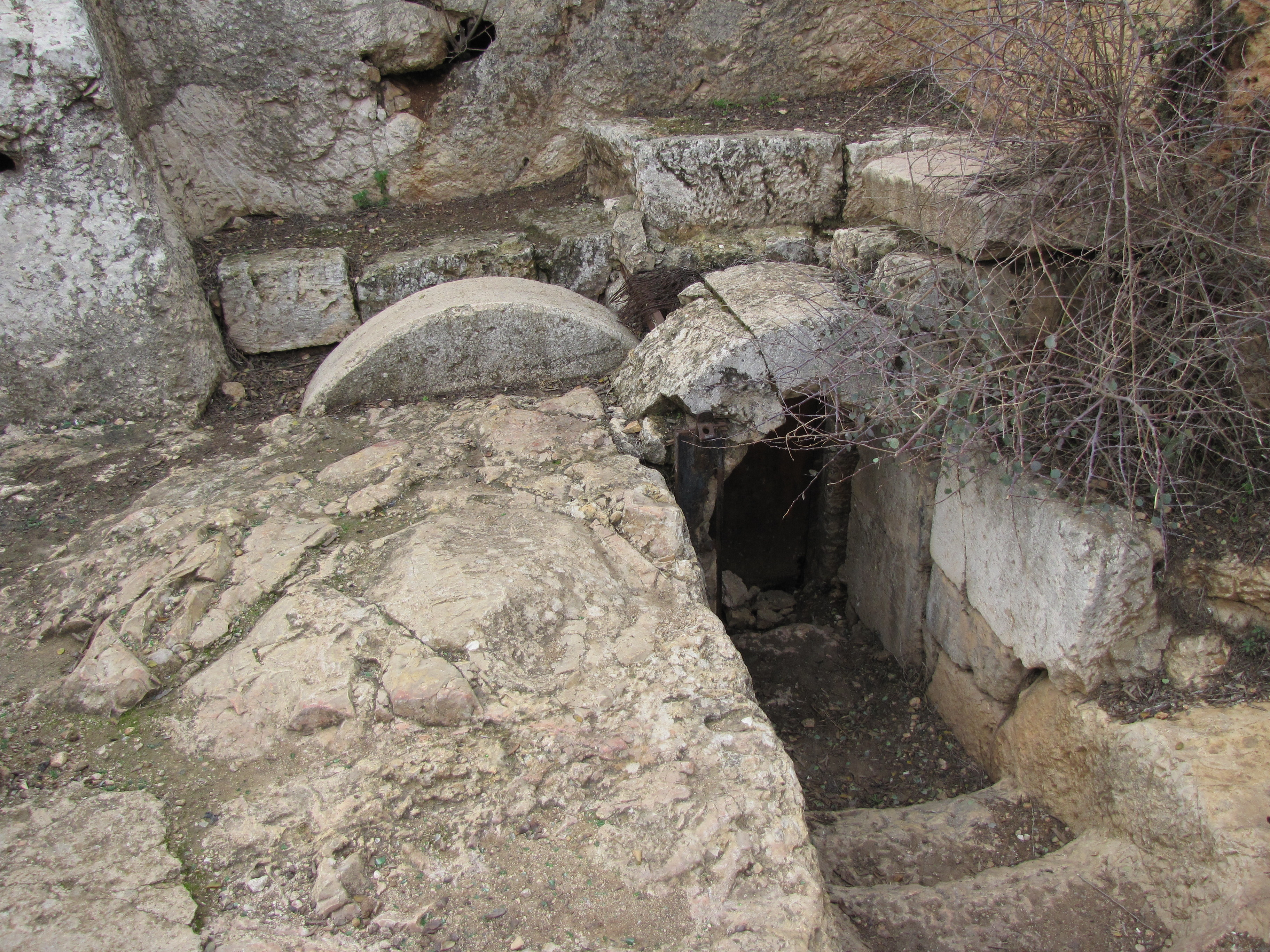
La tombe à meule, comme celle qui fermait l’entrée du tombeau de Jésus selon les évangiles synoptiques, n'existe que dans les sépultures royales de l'époque du Second Temple.

Selon l'historien Martin Hengel, Jésus est enterré comme tout supplicié dans une fosse simple ou dans une fosse commune. Les évangélistes ont probablement remplacé cette inhumation vulgaire en amalgamant des traditions primitives par interpolation du rôle de Joseph d'Arimathie. La majorité des historiens considèrent comme Hengel que les évangélistes ont repris des traditions qui, refusant l'idée d'un Jésus abandonné par les siens et placé dans une fosse anonyme, privilégiaient une sépulture rituelle puis une sépulture d'hommage par l'intermédiaire opportun de Joseph d'Arimathie. Ils penchent pour la création littéraire d'un récit de légitimation théologique et apologétique qui attribue au Messie royal une sépulture d'hommage prise en charge par ses disciples.
Rudolf Bultmann « démythologise » cet épisode évangélique et le range parmi les théologoumènes, c'est-à-dire des affirmations théologiques présentées dans les récits bibliques comme des faits historiques.

## Représentation

### Art paléochrétien

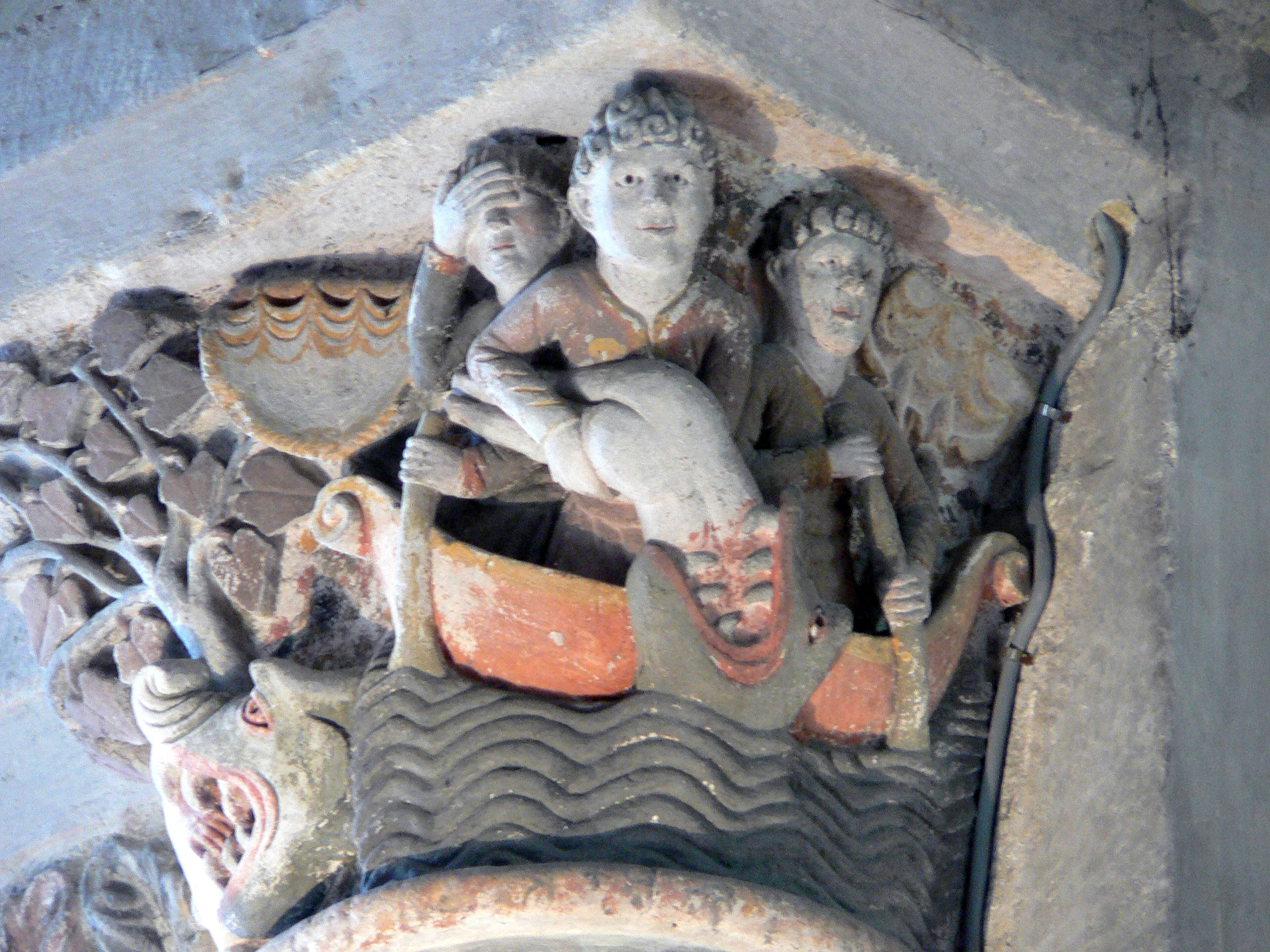
Jonas avalé par la baleine.
Chapiteau du XIIe siècle de la nef de l'abbatiale de Mozac.

Les premières représentations de la Mise au tombeau se font sur le mode symbolique à travers les illustrations de l'histoire de Jonas avalé par la baleine (Mise au tombeau), puis sortant de la bouche du Léviathan (Résurrection). C'est une iconographie populaire de l'art paléochrétien. « Car Jonas est resté dans le ventre du monstre marin trois jours et trois nuits ; de même le Fils de l'homme restera au cœur de la terre trois jours et trois nuits. » (Matthieu 12, 38–42 ; voir aussi Matthieu 16, 1–4, Luc 11, 29–32).

### Moyen Âge et Renaissance
Selon Duchet-Suchaux et Pastoureau, il ne reste aucun exemple de représentation littérale de la mise au tombeau avant le Xe siècle. Une formule iconographique se met en place à partir du XIIIe siècle, basée sur les passages pertinents des évangiles, montrant Joseph d'Arimathie et Nicodème déposant le Christ posé ou enveloppé dans son suaire au sépulcre et trois femmes qui sont Marie de Magdala, Marie-Salomé et Marie Jacobé et qui ont participé à l'embaumement du corps. La Biblia pauperum illustrée offre à partir du XIVe siècle une représentation de la Mise au tombeau inspirée par la typologie biblique qui met en vis-à-vis le saint Sépulcre, Joseph jeté par ses frères dans le puits et Jonas avalé par la baleine. La mise au tombeau du Christ reprend la formule stéréotypée : Joseph d'Arimathie à la tête et Nicodème soutenant les pieds du Christ sous les regards de trois saintes femmes en prières. La Vierge Marie et saint Jean, présents dans la Crucifixion et la Déploration du Christ sont également présents dans la scène.
La scène inspire les auteurs de « Mystères » qui l'enrichissent de nouveaux personnages, saintes femmes, soldats, acolytes divers. Dans la liturgie de la Semaine sainte, la mise au tombeau est la dernière scène qui clôt le Chemin de croix. Vers 1420 apparaissent des représentations en ronde-bosse de la scène qui connaissent une immense popularité au XVe siècle en Belgique, en Allemagne, en Suisse et en France (Lorraine et Champagne principalement). L'influence du théâtre sacré se fait parfois sentir avec l'apparition de personnages non mentionnés dans les sources bibliques, comme ce « sarrazain »  dans la Chapelle du sépulcre de Tonnerre ou des anges dans la Mise au tombeau de Bayon. La taille des personnages varie, certaines Mises au tombeau étant réalisées en grandeur réelle notamment l'impressionnante mise au tombeau de Ligier Richier. L'iconographie des Mises au tombeau sculptées du XVe siècle témoigne rarement de l'influence de la typologie biblique. Une exception est la Mise au tombeau de la chapelle du château de Biron, qui présente sous forme de deux bas-reliefs le Sacrifice d'Isaac et Jonas délivré. Le XVIe siècle offre des œuvres vigoureuses comme celle de Juan de Juni (Jean de Joigny), mais si l'on trouve des exemples de sépulcres jusqu'au XVIIIe siècle, par exemple celle de la collégiale Saint-Barnard de Romans dans la Drôme, leur formule devient peu à peu stéréotypée et cesse de se renouveler.
En peinture la formule est moins stéréotypée, et les mêmes motifs apparaissent dans la Descente de croix, la Déploration et la Mise au tombeau. Rogier van der Weyden, dans sa Mise au tombeau (1449-1450) conservée au musée des Offices (Florence), ne garde que six personnages : Nicodème et Joseph, La Vierge et Jean de part et d'autre du Christ, Marie de Magdala à genoux sur le sol devant lui. 
La peinture de la Renaissance offre de nombreux exemples de Mises au tombeau, notamment celle de Raphaël (1507, Galerie Borghese, Rome), du Pérugin (1523-1525, musée du Louvre), du Titien (1525, musée du Louvre) ou La Mise au tombeau de Michel Ange (National Gallery, Londres).

### Contre-Réforme et époque moderne
L'art baroque et classique de la Contre-Réforme témoigne du nouvel élan donné après le concile de Trente par la reconquête catholique par l'art. La Mise au tombeau du Caravage (1602-1603, musée du Vatican) a, comme toute son œuvre, une grande influence sur ses imitateurs. Rubens en fera une copie lors d'un séjour en Italie, avant de donner sa propre interprétation poignante de la scène (1612 Paul Getty museum) ; elle inspire aussi Dirck van Baburen (vers 1617, San Pietro in Montorio, Rome). Influencés par l'art du clair obscur de Caravage, José de Ribera (musée du Louvre) et Simon Vouet (Fitzwilliam Museum, Cambridge et musée André-Malraux Le Havre) donnent également leur version du thème. La dissolution de la Compagnie de Jésus en France en 1764 voit disparaître d'importants mécènes de l'art religieux et les programmes iconographiques religieux de la Contre-réforme ne font plus recette. Tiepolo (1696-1770)  signe encore en Espagne une Mise au tombeau (1769 ou 1770), acquise en 2007 par le Museu Nacional de Arte Antiga de Lisbonne.

### Epoque contemporaine
La Mise au tombeau reste cependant un des éléments des très populaires chemins de croix qui ornent les églises et racontent la Passion à la façon d'une bande dessinée muette. Il s'agit de petits formats, peints, gravés ou de bas-reliefs dont la popularité atteint des sommets au XIXe siècle. Selon Yves-Marie Hilaire, qui a étudié la région d'Arras à cette époque: « dix à quinze chemins de croix seraient établis dans le diocèse chaque année au cours des années soixante » [1860].
Pendant l'entre-deux-guerres, lors de la reconstruction d'églises des départements dévastés par la Grande Guerre, des artistes tel Maurice Dhomme ont créé des Mises au tombeau comme celle de l'église Saint-Pierre de Roye (Somme) ou tel autre dans l'église Saint-Vaast de Carnoy (Somme).
Au XXe siècle, Paul Delvaux recourt à l'iconographie du XVe siècle pour une Mise au tombeau (1951) qui s'inspire également des Danses macabres puisque tous ses acteurs sont réduits à l'état de squelettes.

## Iconographie byzantine et orthodoxe
Dans la tradition orthodoxe, la toile brodée de la scène de la mise au tombeau s'appelle un épitaphios. Celui-ci a un rôle essentiel dans l'office spécial du soir du Vendredi saint, appelé Office de l'Ensevelissement du Seigneur. Vers la fin de l'office l'épitaphios est transporté en dehors de l'église, porté par des hommes jusqu'à la porte de l'église, et les participants passent sous l’épitaphe tenu suspendu pour sortir. Puis commence la procession. L’épitaphe est porté par de jeunes gens, suivis par le prêtre et les fidèles.

## Iconographie occidentale
Dans le récit de la Crucifixion, la scène intervient après que la mort du Christ a été constatée, et que Pilate a autorisé Joseph d'Arimathie à descendre le corps du Christ de la croix pour le déposer dans un sépulcre où il doit être enseveli avant le sabbat. Les artistes ont diversement découpé le récit de telle sorte que l'on peut distinguer des représentations de la Descente de croix, de la Déposition, de la Déploration (parfois réduite à deux personnages, la Vierge et le Christ, dans les Vierges de Pitié, celle d'Enguerrand Quarton, La Piéta d'Avignon (1455), Musée du Louvre, en comportant quatre) et de la Mise au tombeau. Les passages de l'Évangile, notamment de Jean  qui ont fourni le récit et les personnages ont été découpés en différents moments selon les artistes, ce qui explique pourquoi on trouve un nombre variable d'acteurs dans les Mise au tombeau et pourquoi il est possible d'hésiter sur le titre à donner à certains tableaux, certaines Mise au tombeau étant en fait très proches d'une Déploration. Une œuvre tardive comme celle de Vassili Grigoriévitch Perov (1833-1882), conservée à Moscou, contient à la fois des éléments qui évoquent une Déposition (l'échelle au pied de la croix), une Déploration (les femmes en pleurs) et une préparation à la Mise au tombeau (Joseph soulevant le linceul). En fonction du moment choisi, la scène se passe en plein air ou dans le sépulcre, ce dernier étant parfois évoqué par un sarcophage. La figure du Christ mort, allongé sur son linceul, apparaît également seule, dans les Christ au tombeau.

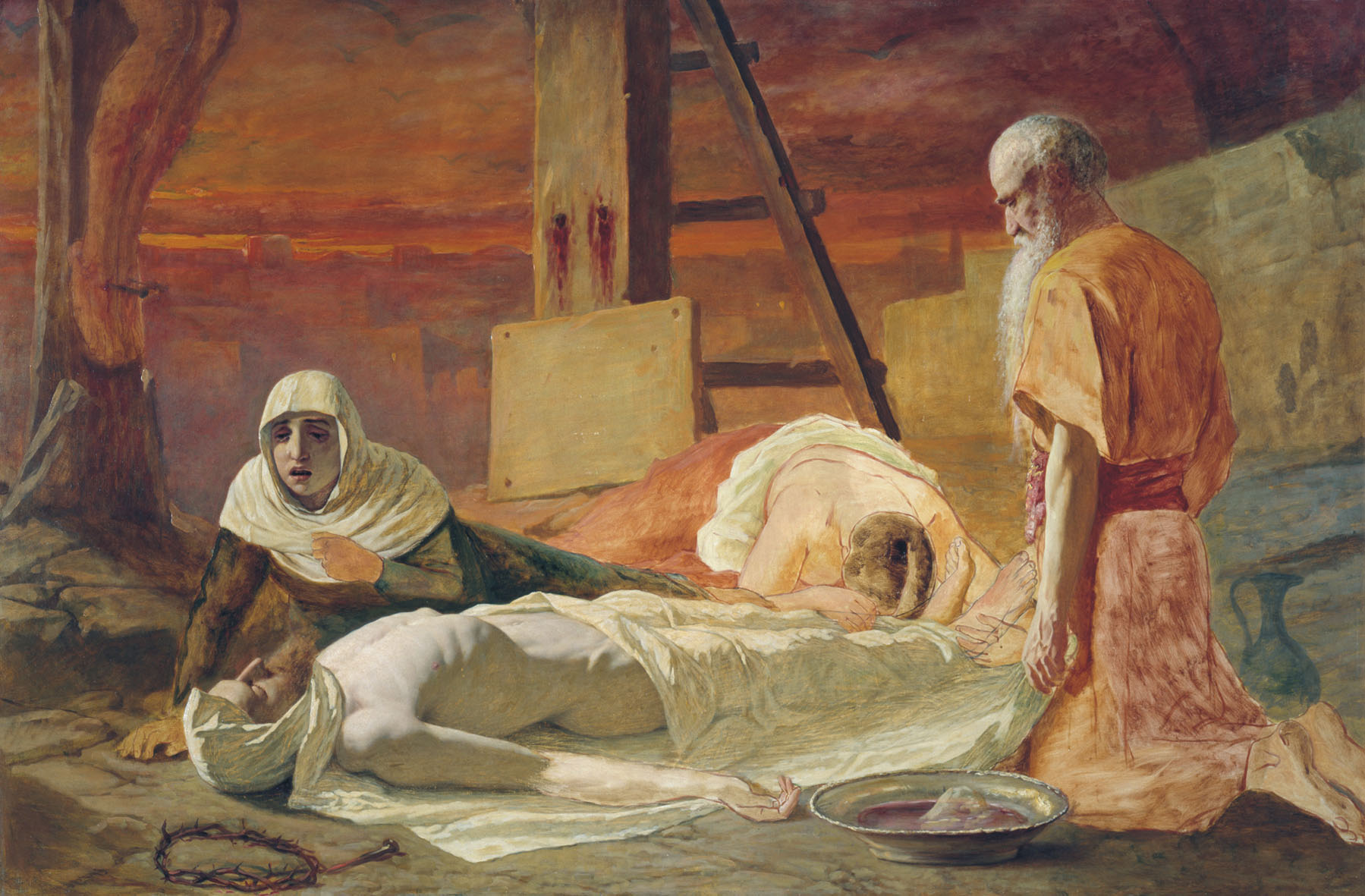
Vassili Perov, La Déploration et la préparation à la mise au tombeau.

Le XVe siècle voit se développer des représentations assez stéréotypées, où le corps du Christ est allongé sur son linceul que tiennent Nicodème (aux pieds) et Joseph d'Arimathie (à la tête du Christ). La Vierge, saint Jean et une ou plusieurs saintes femmes, parfois des soldats, assistent à la scène ou y participent. Ces nombreuses Mise au tombeau sculptées conservées dans les églises sont souvent désignées par le nom de  « Saint-Sépulcre » ou simplement le « Sépulcre ».
Jusqu'au XVe siècle, les Mises au tombeau d'Europe du nord, comme les mises en scène des Mystères, habillent les personnages de vêtements contemporains. Même les centurions romains sont en armure médiévale. En Italie d'abord apparaissent des vêtements à l'antique, par exemple dans une Mise au tombeau d’Andrea Mantegna qui date d'environ 1470-1475, au burin et à la pointe sèche, conservée à la National Gallery of Art de Washington. Ce sera bientôt le cas dans toute l'Europe, comme en témoigne la Mise au tombeau de Jean de Joigny qui combine la mise en scène traditionnelle des sépulcres avec les draperies et les lignes sinueuses de l'art maniériste.
À partir de la Renaissance, les représentations peintes ou gravées de cette scène s'émancipent de la mise en scène hiératique des Sépulcres médiévaux mais les personnages restent facilement identifiables grâce à leurs attributs :  Jean, jeune homme imberbe, vêtu de rouge, dont le rôle reste le même que celui de la Descente de croix où il soutient la Vierge qui défaille ;  Marie vêtue de draperies bleues ou noires, la tête couverte ; Madeleine avec le vase de parfums qui devient son attribut depuis le repas chez Simon où elle a lavé les pieds du Christ, et ses cheveux découverts, parfois épars ;  Joseph d'Arimathie, homme mûr voire âgé, barbu, richement vêtu, tient la tête du Christ tandis que Nicodème, homme mûr et également barbu, soutient ses pieds.

## Illustrations: Mise au tombeau et épisodes connexes

Dépositions et Déplorations
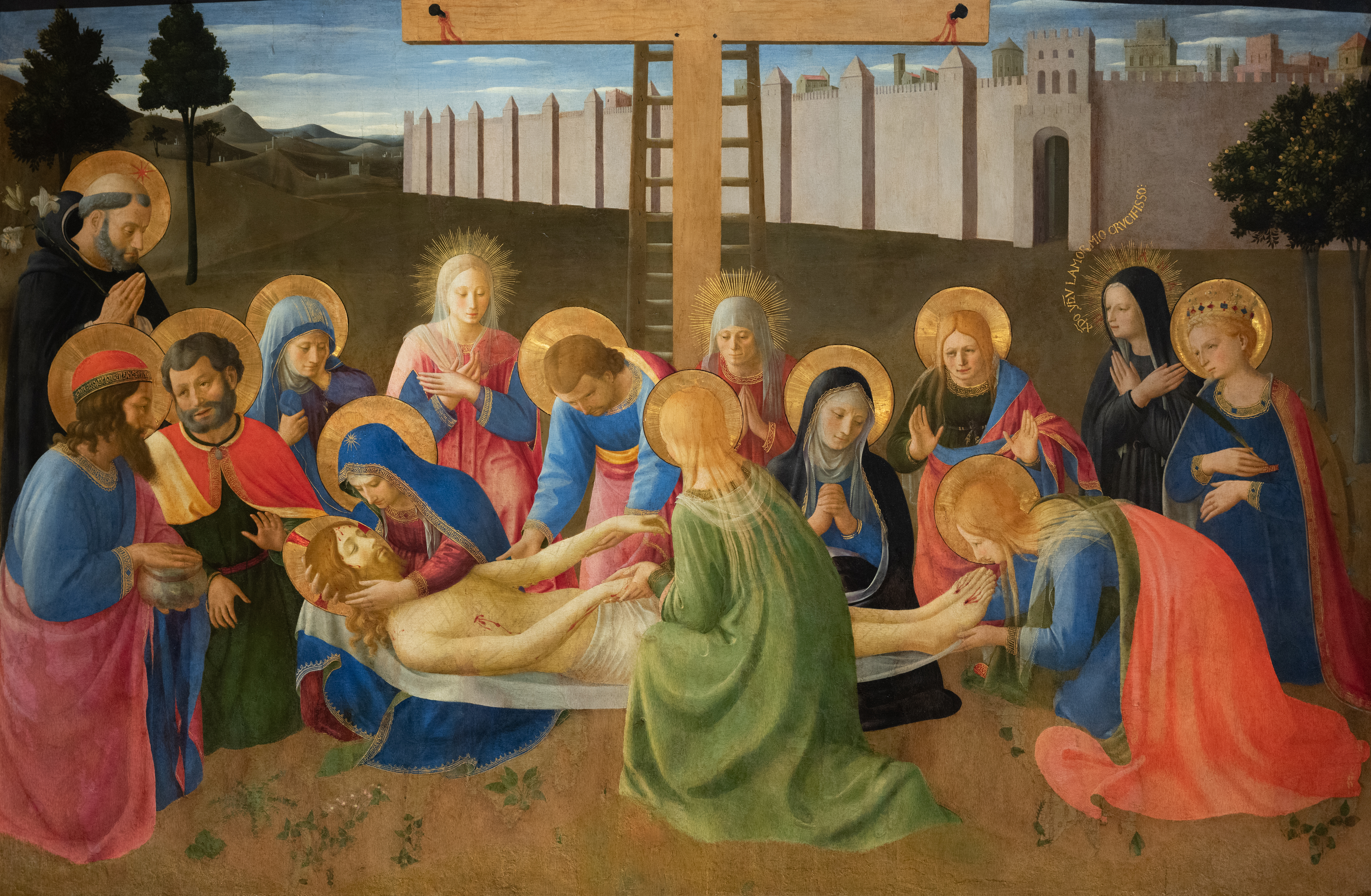
La Déposition, Fra Angelico, 1436, Museo di San Marco, Florence.
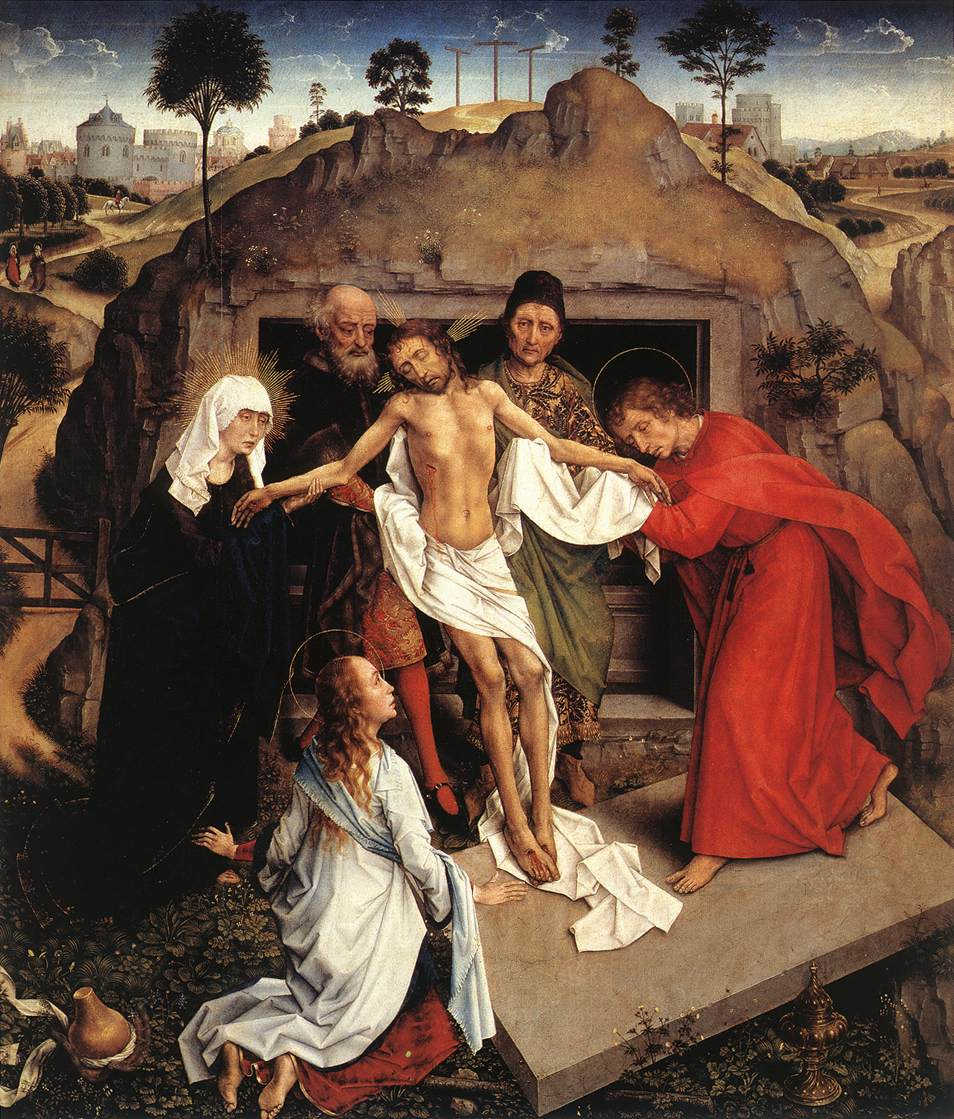
Mise au tombeau Rogier van der Weyden, Musée des Offices, Florence.
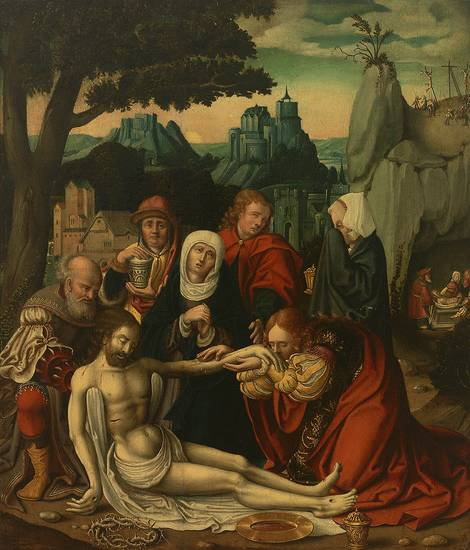
Déploration (premier plan) et Mise au tombeau (arrière-plan) anonyme hollandais, XVIe siècle.
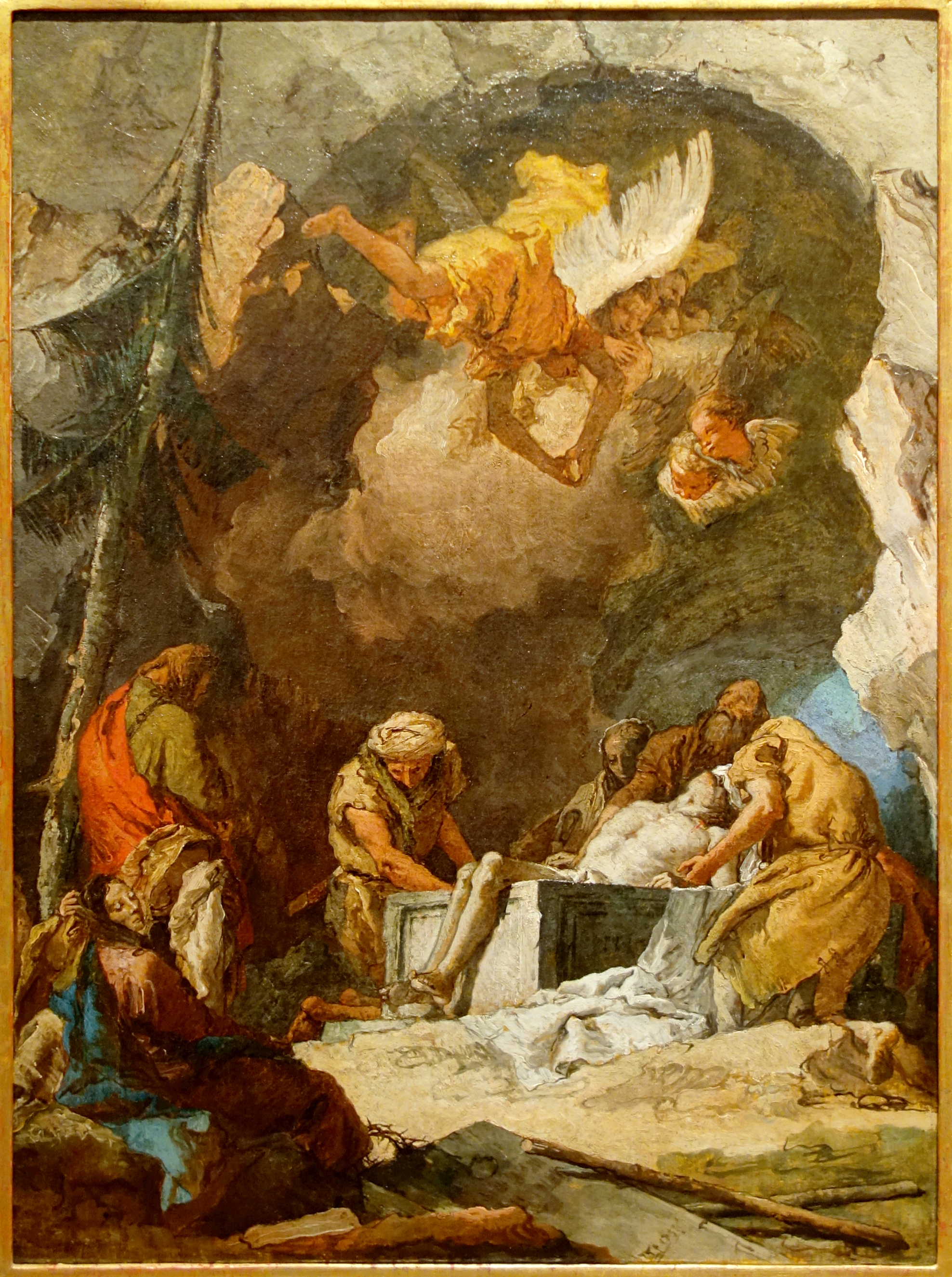
Déposition du Christ. Giambattista Tiepolo, 1767-1770 Museu Nacional de Arte Antiga de Lisbonne[19].

## Quelques œuvres marquantes

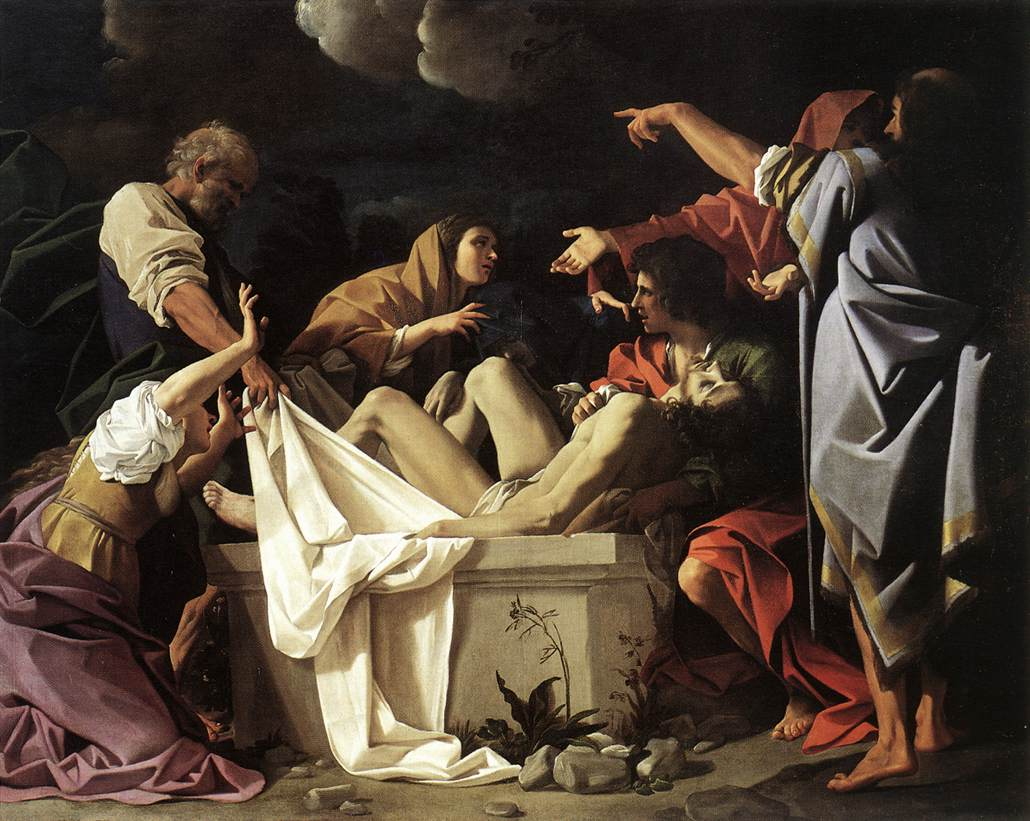
Mise au tombeau, Bartolomeo Schedoni, 1613.

### Arts graphiques

#### Peinture
- Robert Campin (attribué) : Triptyque de la mise au tombeau (vers 1425), Courtauld Gallery, Londres[20]
- Carlo Crivelli (peintre), 1476, Pietà, Metropolitan Museum of Art, New York[21]
- Raphaël, 1507, Déposition Borghèse, Galerie Borghèse, Rome[22]
- Prédelle du retable d'Issenheim, 1512-1515, de Matthias Grünewald ;
- Mise au tombeau de Michel-Ange, National Gallery ;
- Mise au tombeau, Rogier van der Weyden, 1450, Florence.
- L'Évanouissement de la Vierge pendant le transport du Christ, Lorenzo Lotto, 1545, musée des Beaux-Arts de Strasbourg ;
- La Mise au tombeau du Caravage, 1602-1603, Pinacothèque vaticane ;
- La Mise au tombeau, Bartolomeo Schedoni, 1613, Parme ;
- Le Greco (1541-1614), La Mise au tombeau du Christ, Vente Sotheby's 2013[23]
- Dirck van Baburen peint pour l’église San Pietro in Montorio une monumentale Mise au tombeau, inspirée du Caravage, aujourd’hui conservée aux Musées du Vatican ;
- La Mise au tombeau, Pierre Paul Rubens, Cambrai ;
- Mathieu Le Nain,  La Mise au tombeau,  vers 1646-1648, huile sur toile, exposé au Muséum of Fine Arts de Boston, États-Unis,  et qui fut inscrit au numéro 43 du catalogue de l'exposition Le mystère Le Nain organisée par le musée du Louvre-Lens du 22 mars au 26 juin 2017.
- Claude Vignon (1593-1660), Mise au tombeau, Alte Pinakothek, Munich[24]

#### Miniatures
- La Mise au tombeau, folio 157r dans  Les Très Riches Heures du duc de Berry.

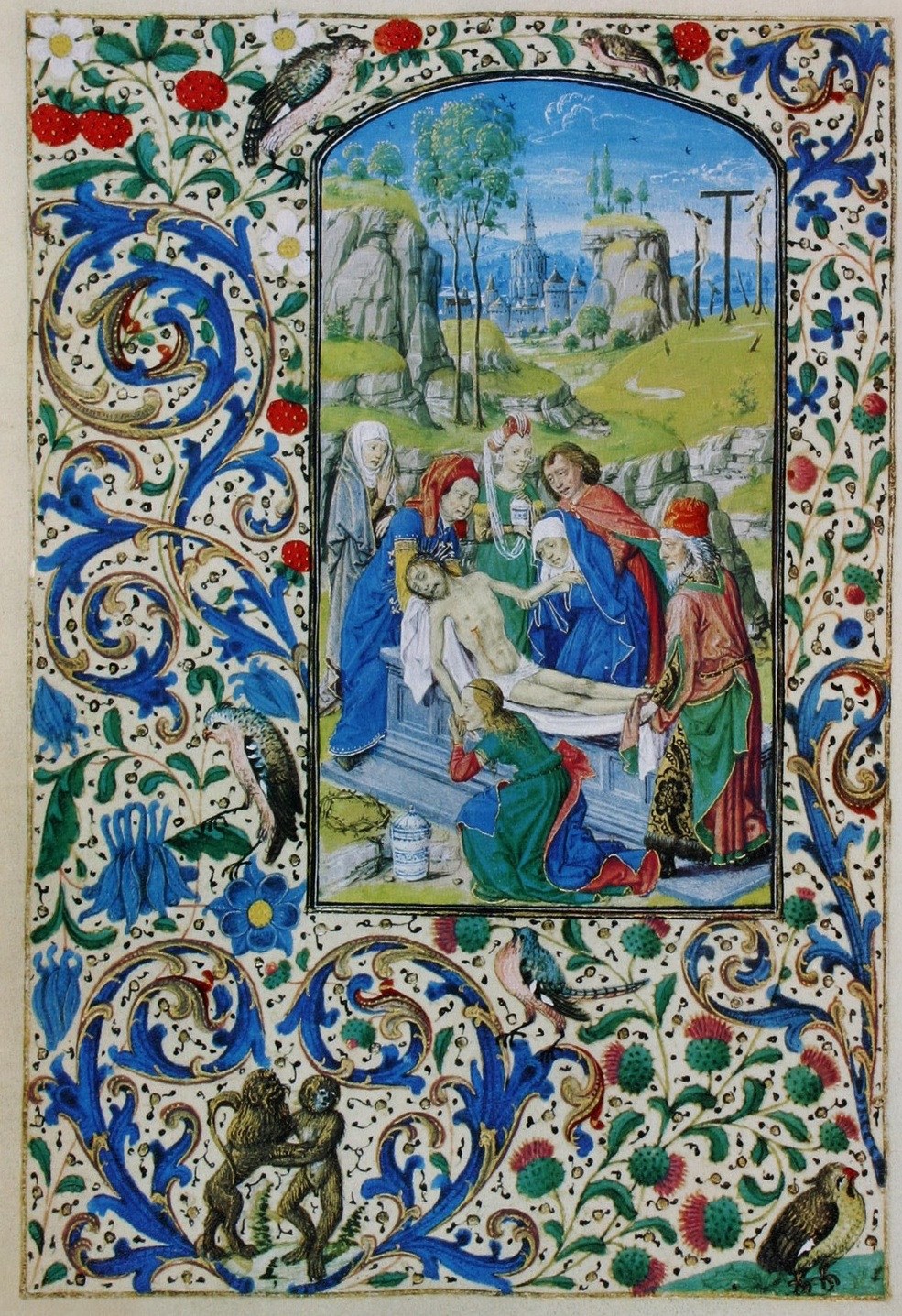
Mise au tombeau du Christ dans le livre d'heures de Marie de Bourgogne (1477)
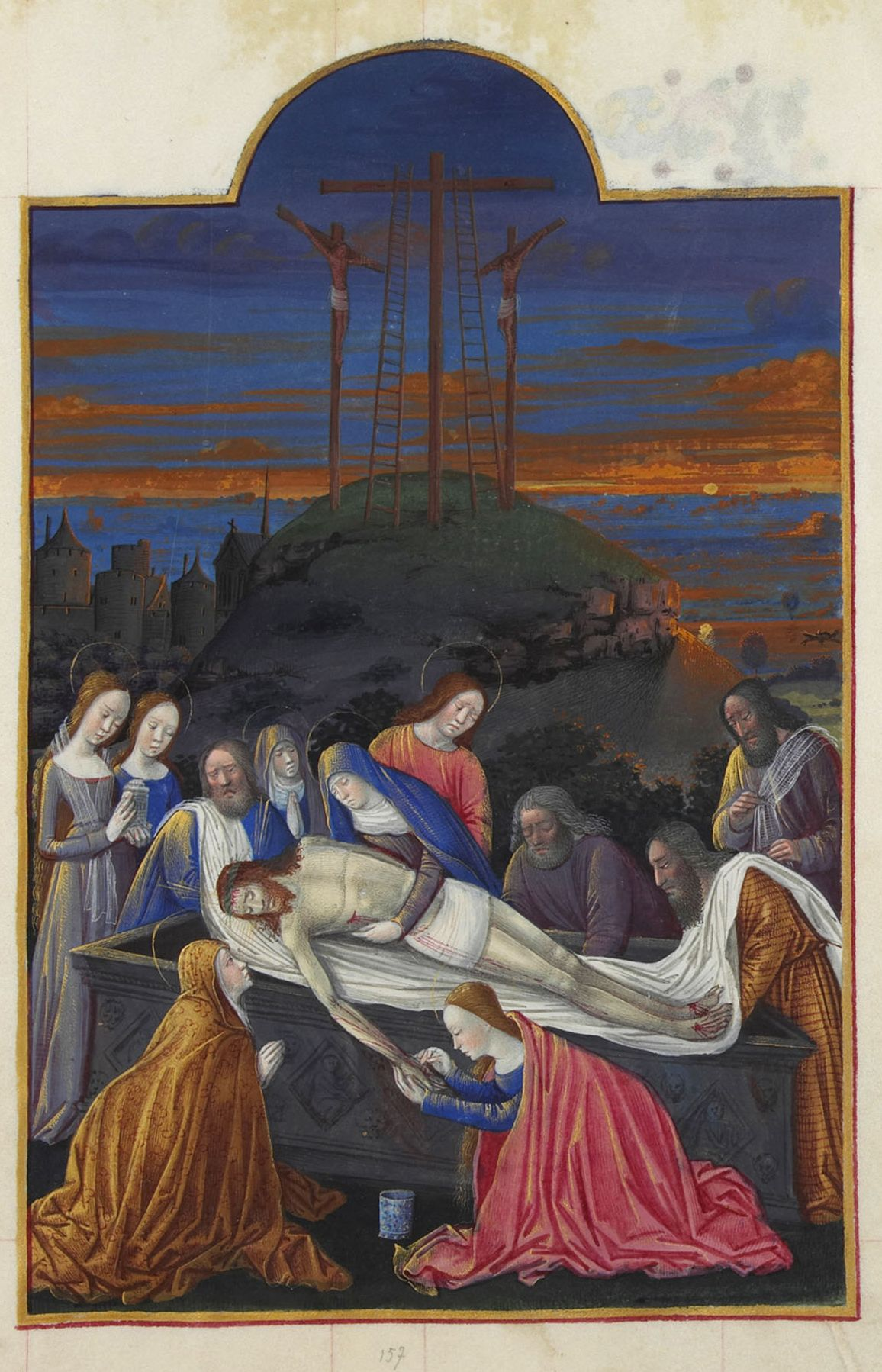
Miniature du folio 157r dans  Les Très Riches Heures du duc de Berry.
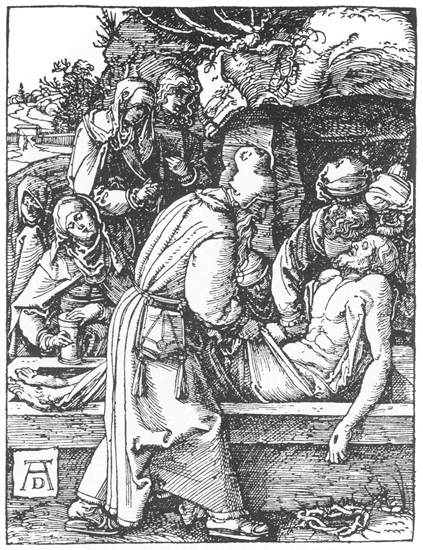
Albrecht Dürer : « Mise au tombeau » , folio 28 de la Petite Passion (1511).

#### Gravure
- Biblia Pauperum (Bible des pauvres).
- Albrecht Dürer : la série de gravures dites de La Petite Passion (1511) comporte une Mise au tombeau ;
- Gravure à la pointe sèche de Rembrandt, 1654, Saint-Louis Art Museum ;

### Sculpture
Les Mises au tombeau sculptées sont, en France, plusieurs centaines, parmi lesquelles :
- Mise au tombeau du Maître de Pont-à-Mousson en l'église Saint-Martin de Pont-à-Mousson, en Lorraine, est l'une des plus anciennes représentations sculptées connues (probablement avant 1420) et avec un grand nombre de personnages (13 au total) et qui semble être le modèle à de nombreuses représentations toutes ultérieures en Lorraine et Champagne.
- Mise au tombeau de l'Abbaye Sainte-Croix de Quimperlé ;
- Mise au tombeau de l'abbaye Saint-Pierre de Solesmes ;
- Mise au tombeau (ou Saint Sépulcre) de Ligier Richier. Église Saint-Étienne de Saint-Mihiel ;
- Mise au tombeau de l'église paroissiale de Bayon, Meurthe-et-Moselle (à l'origine dans l'enceinte de l'hôpital). Le commanditaire serait un boucher (voir, sur le monument, le rectangle saillant portant la hache du boucher et les initiales D.P.) Denis Petitpain qui aux environs de 1515 fut l'un des fondateurs de l'hôpital. Les spécialistes sont partagés sur son attribution mais tous s'accordent pour admettre qu'il s'agit d'une œuvre rappelant celle de l'école de Ligier Richier. Une inscription indique Déo Gracias[25];
- Mise au tombeau, église paroissiale Saint-Hubert de Cons-la-Grandville, Meurthe-et-Moselle. Datant de la seconde moitié du XVIe siècle, cette sculpture ne comporte que trois personnages : Le Christ couché, saint Joseph d'Arimathie et Nicodème[26];
- Mise au tombeau dans la chapelle Marguerite d'Écosse de l'église Saint-Laon de Thouars - Deux-Sèvres.
- Mise au tombeau du XVIe siècle, dans la crypte de la cathédrale Saint-Étienne de Bourges - Cher.
- Mise au tombeau de Saint-Thégonnec. Il s'agit d'un ensemble de sculptures baroques réalisé en bois de chêne polychrome par Jacques Laispagnol, sculpteur à Morlaix, en 1702, représentant le dernier épisode de la Passion du Christ.
- Mise au tombeau de l'église de Lampaul-Guimiliau. Datant de 1676, avec ses neuf personnages en grandeur naturelle, a été sculpté dans du tuffeau par Antoine Chavagnac, sculpteur de la Marine à Brest.

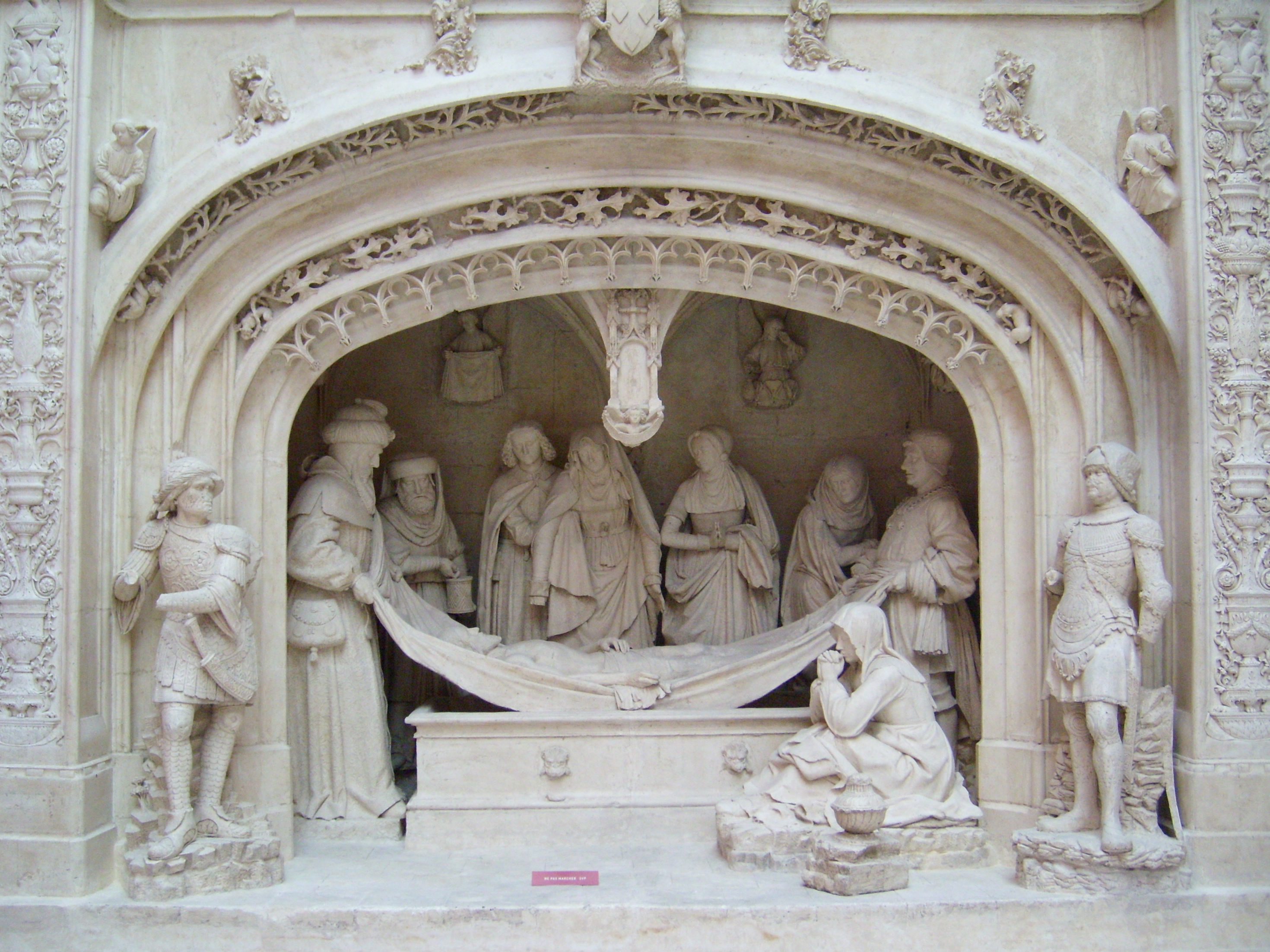
Mise au tombeau du Christ de l'abbaye de Solesmes (moulage de la Cité de l'Architecture).
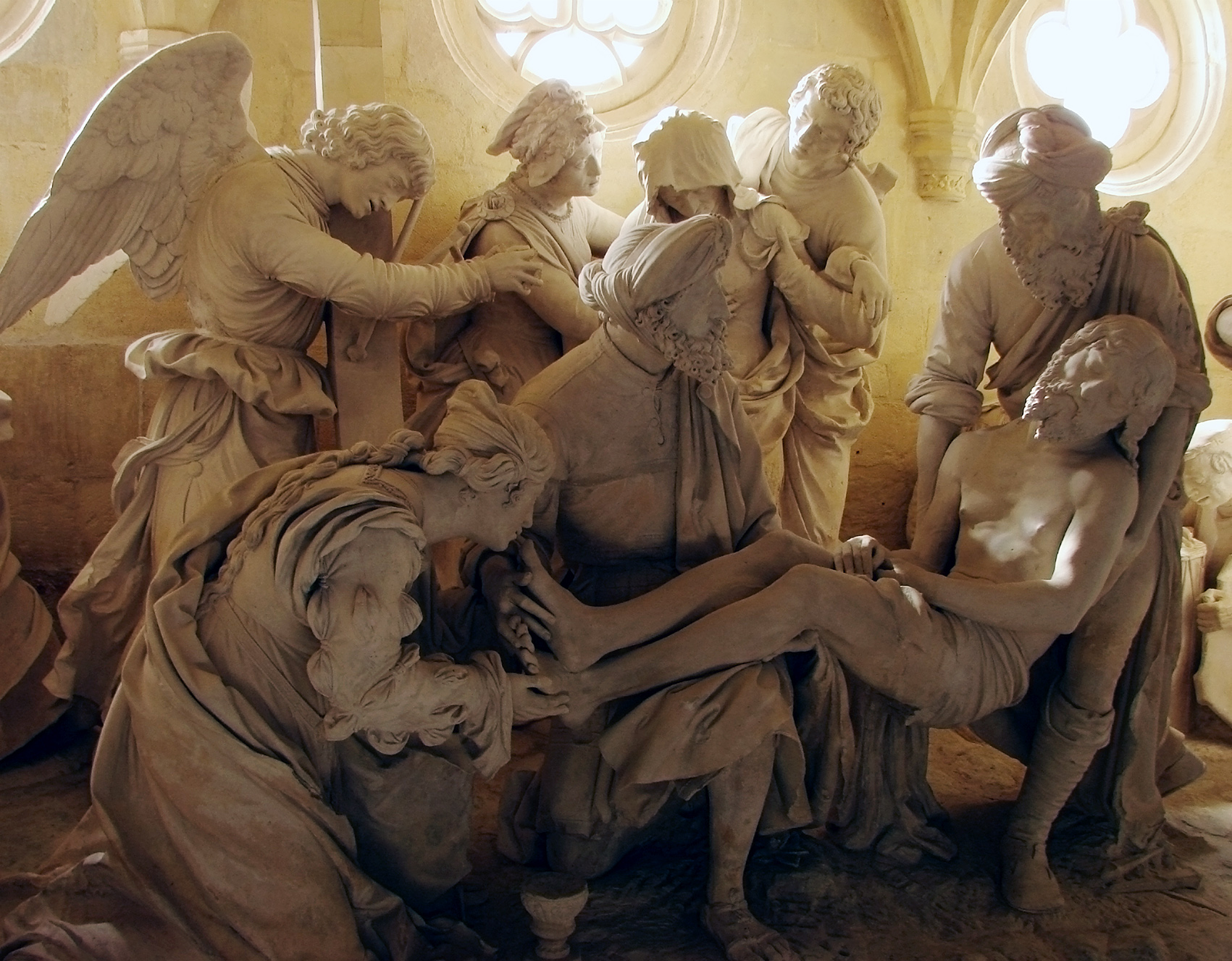
Mise au tombeau de Ligier Richier vers 1560, église Saint-Étienne de Saint-Mihiel.
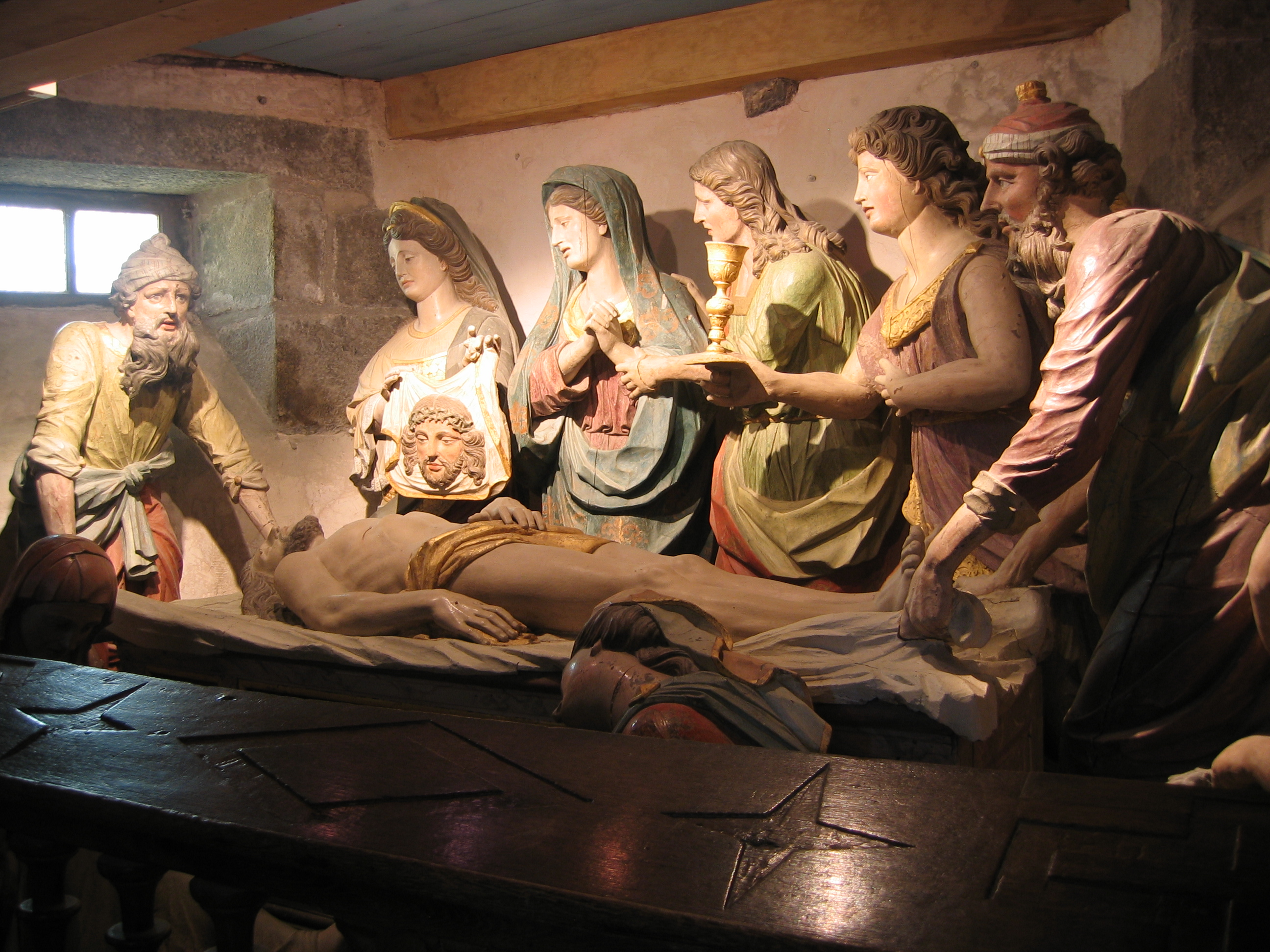
Mise au tombeau de l'ossuaire de Saint-Thégonnec.
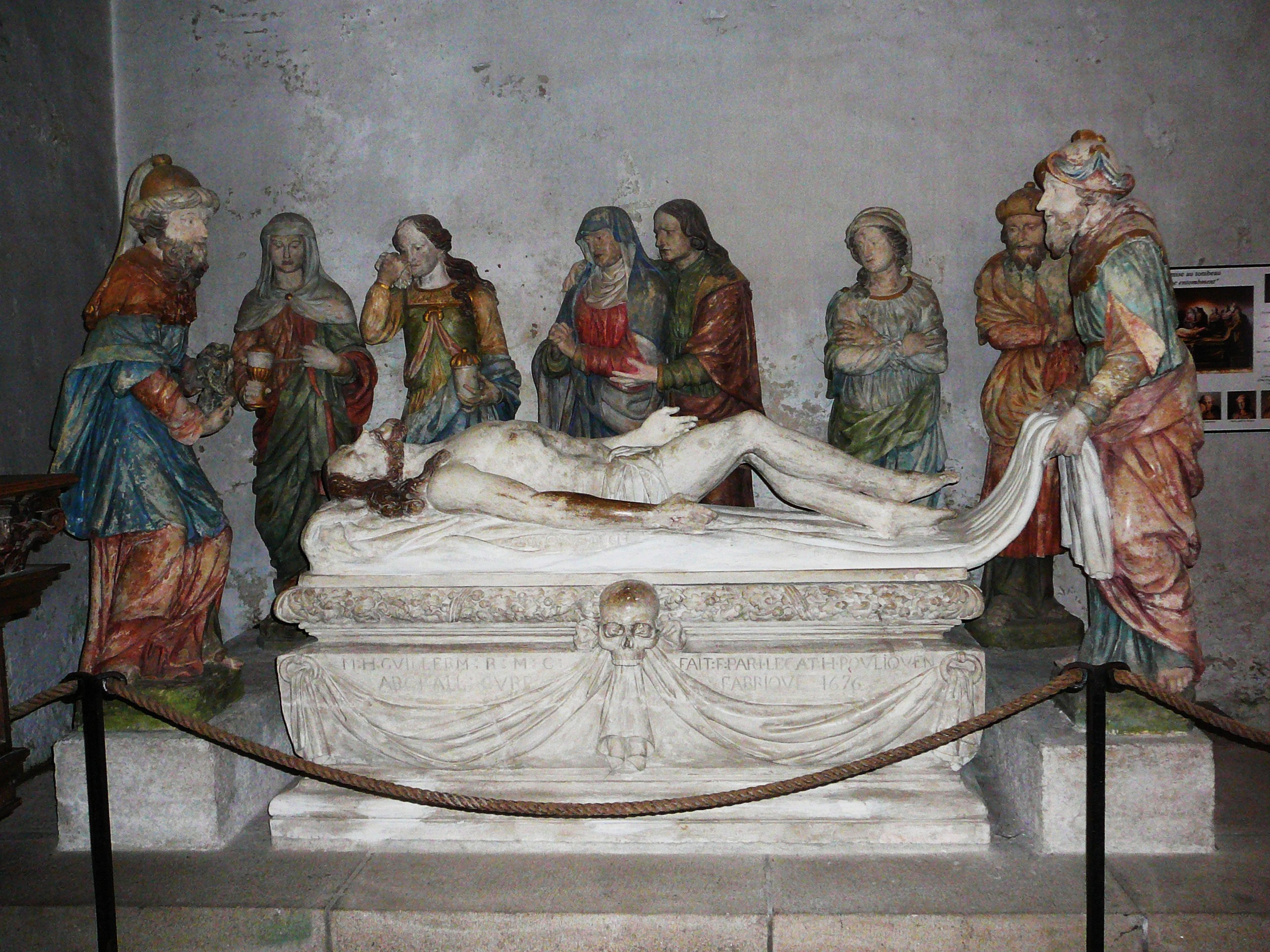
Le groupe statuaire de la Mise au tombeau de l'église de Lampaul-Guimiliau.
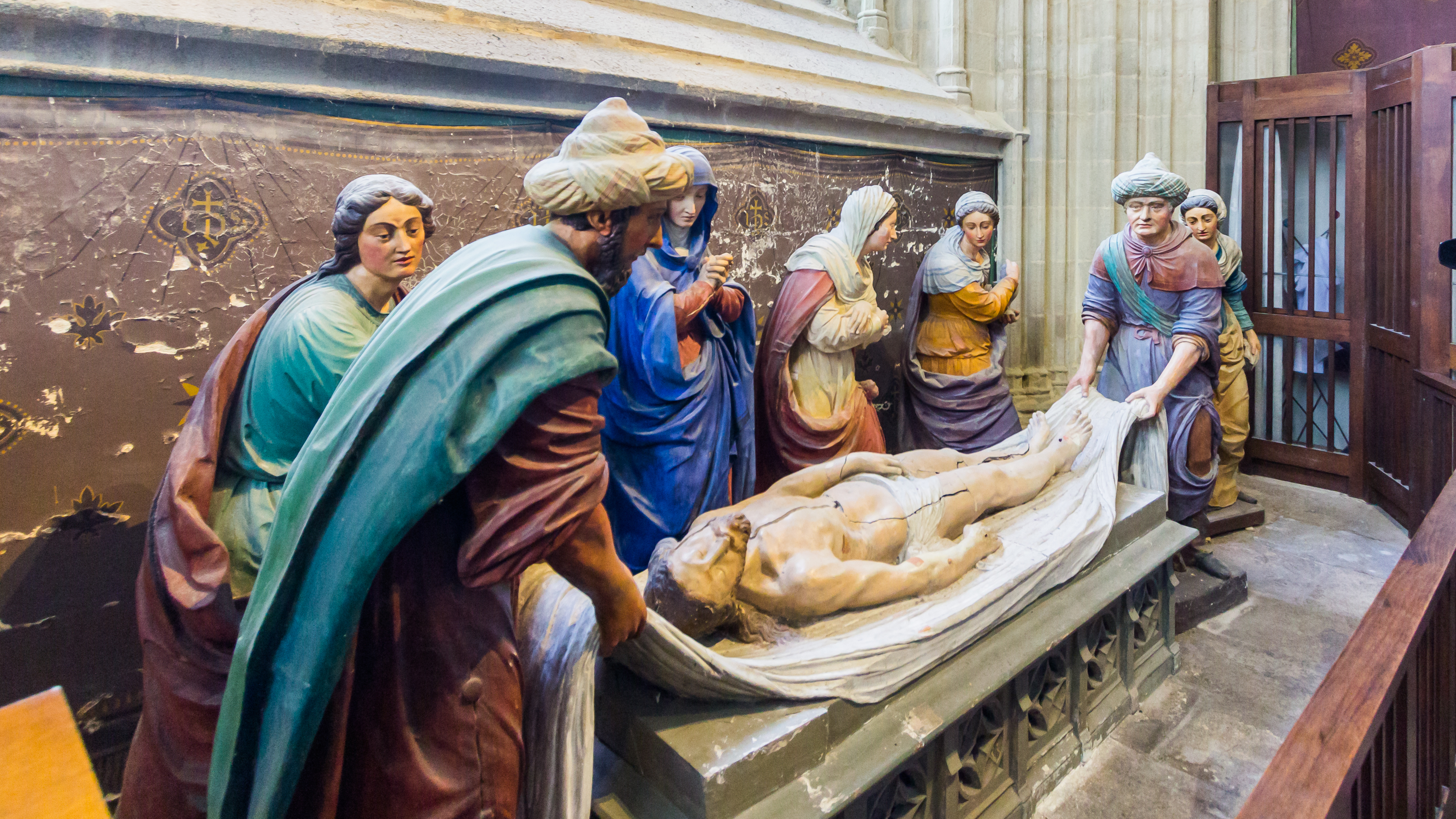
Mise au tombeau de la Cathédrale Saint-Corentin de Quimper.
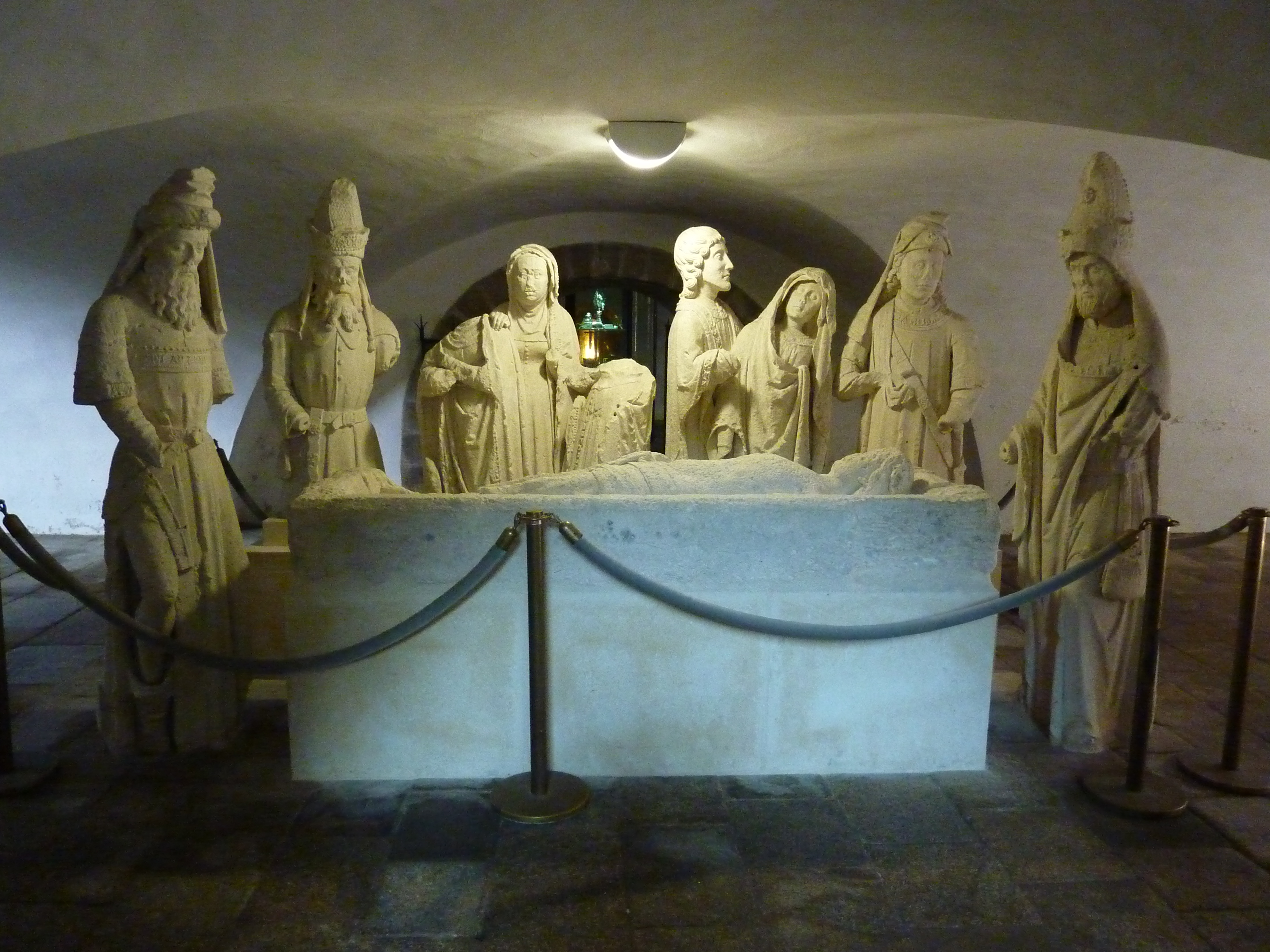
La "mise au tombeau" du XVIe siècle de l'Abbaye Sainte-Croix de Quimperlé.
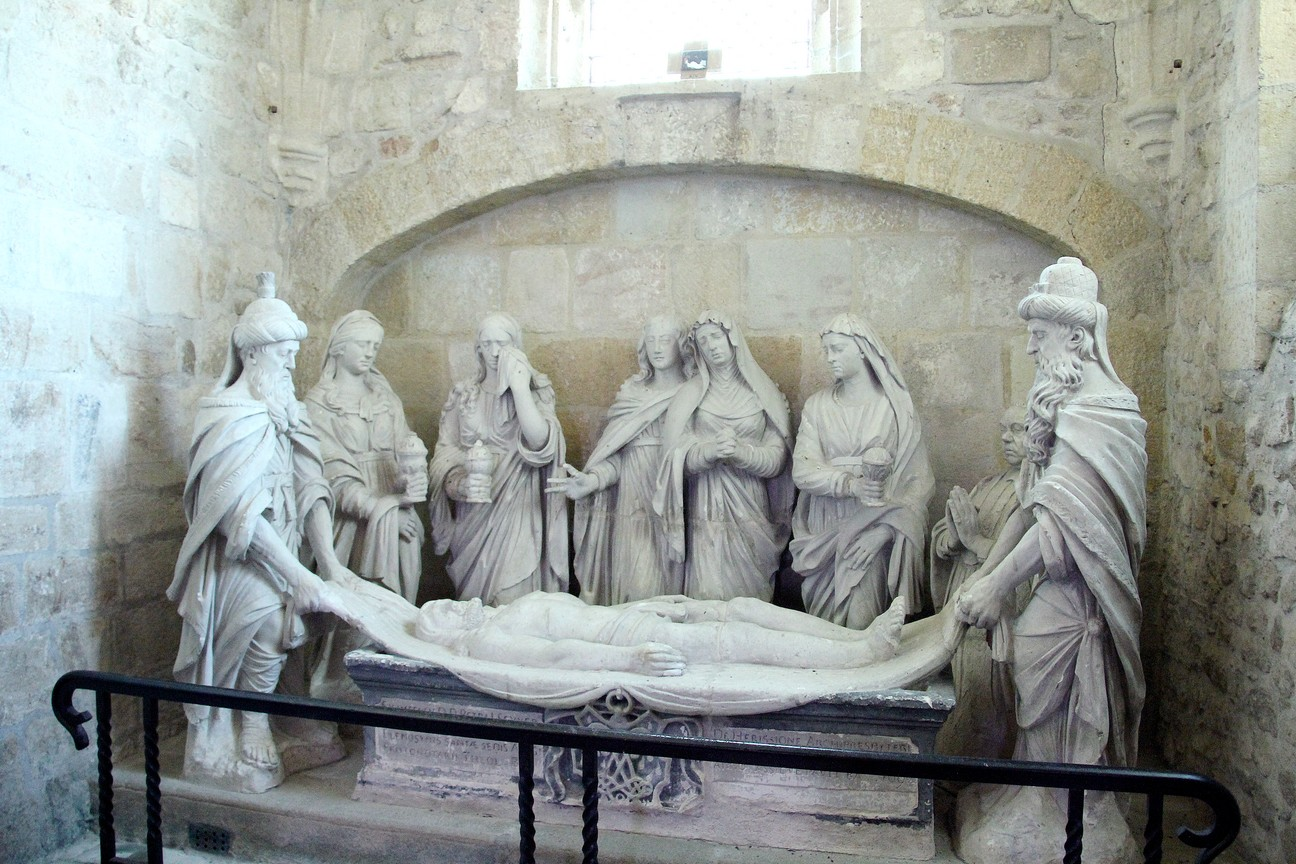
Église Saint-Martin de Cérilly (Allier) Mise au tombeau (1699).
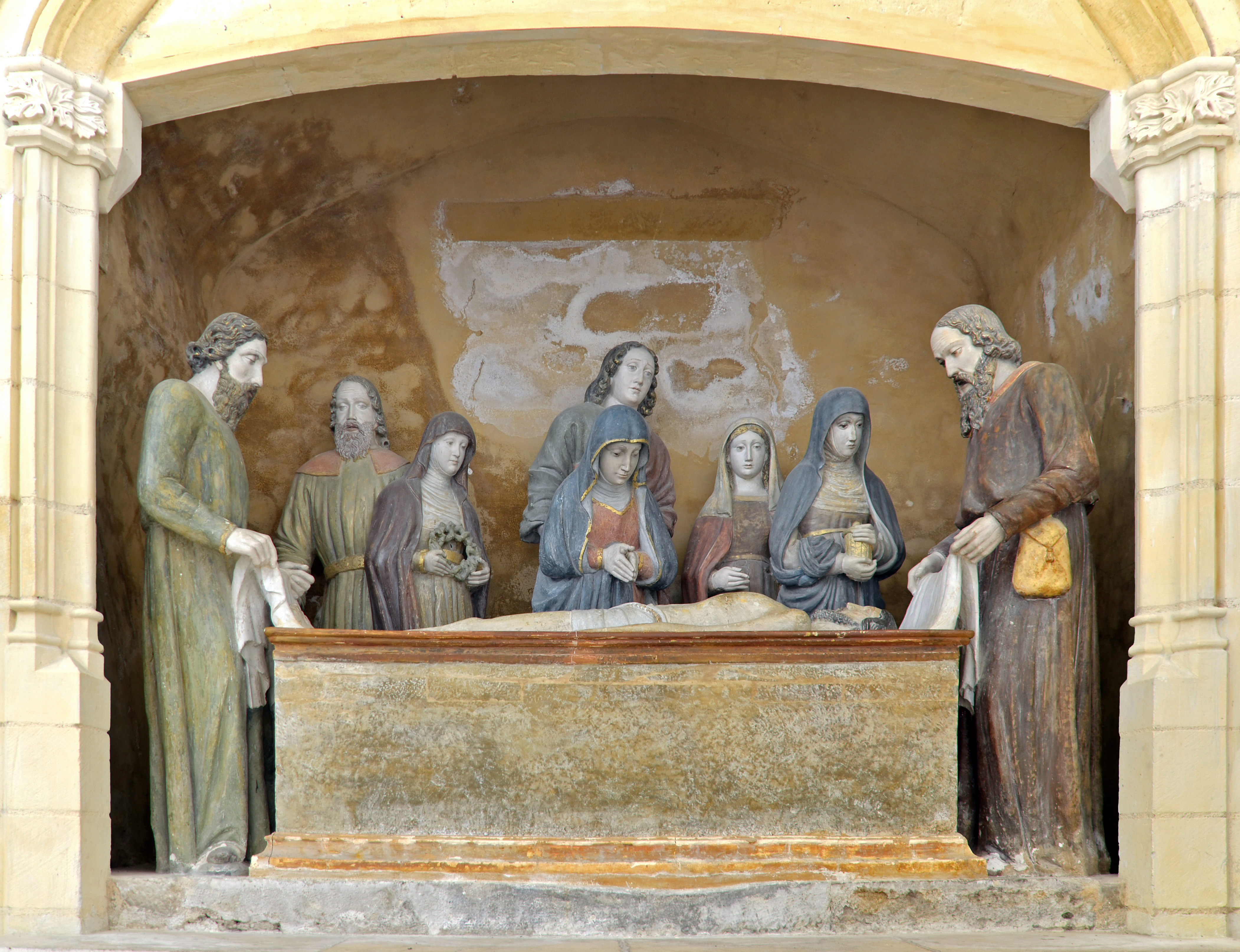
Église Saint-Laon de Thouars.
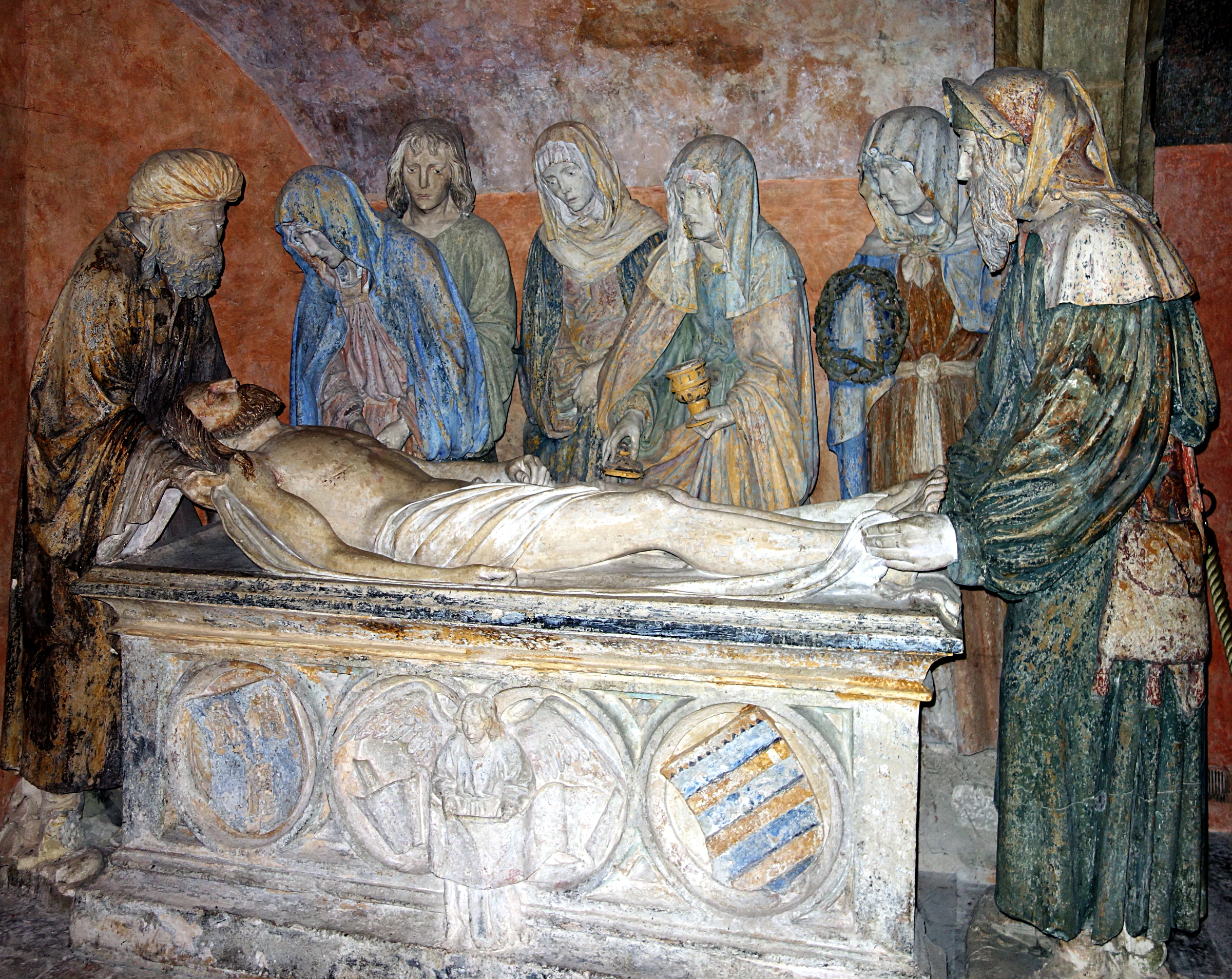
Mise au tombeau du Maître de Chaource de l'église Saint-Jean-Baptiste de Chaource.
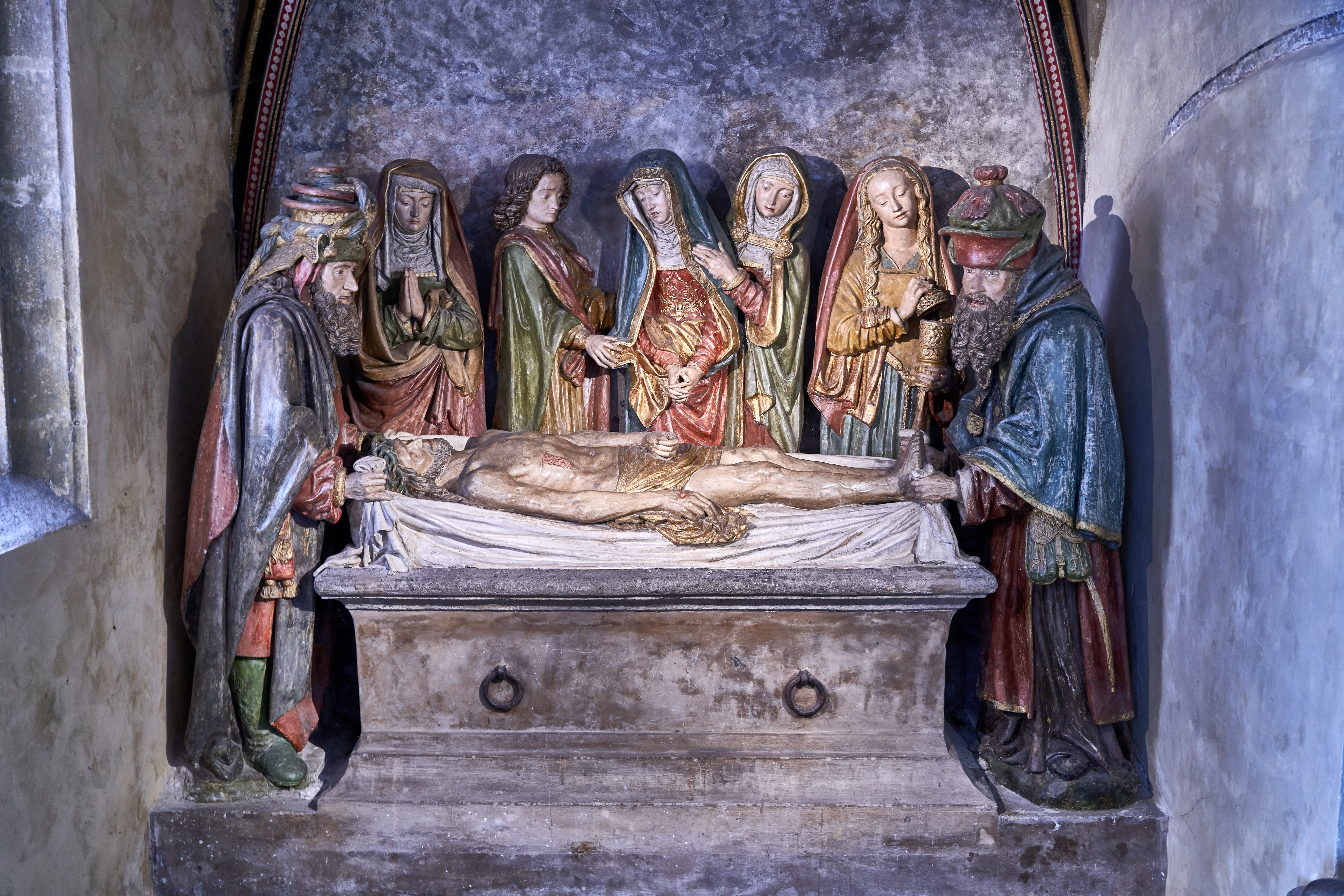
Mise au tombeau l'église Saint-Matthieu, Salers (Cantal) milieu du XVe siècle.

### Vitraux
Voir la catégorie :   Mise au tombeau du Christ sur des vitraux 

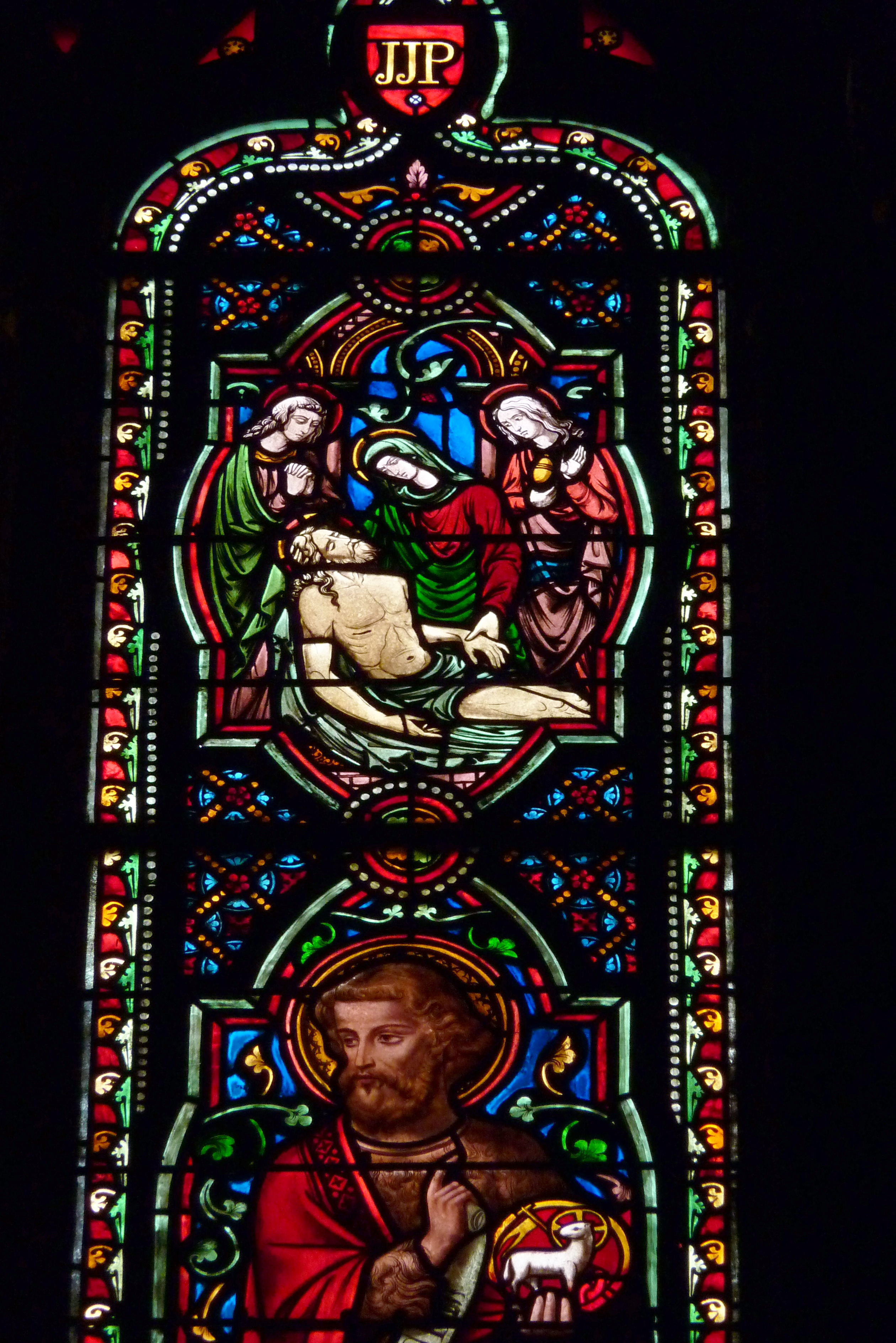
Cathédrale Saint-André de Bordeaux.
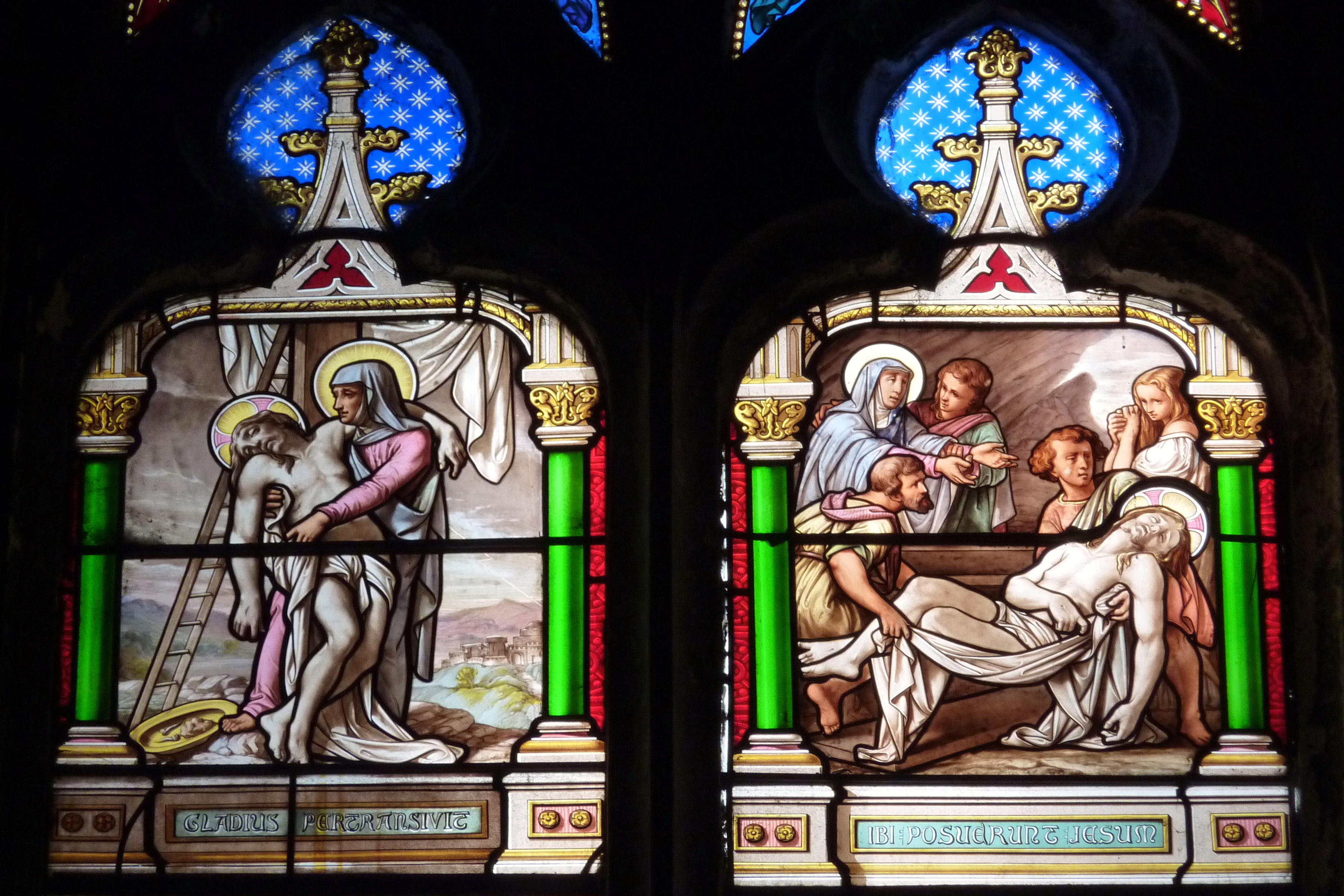
Basilique Saint-Pierre d'Avignon.
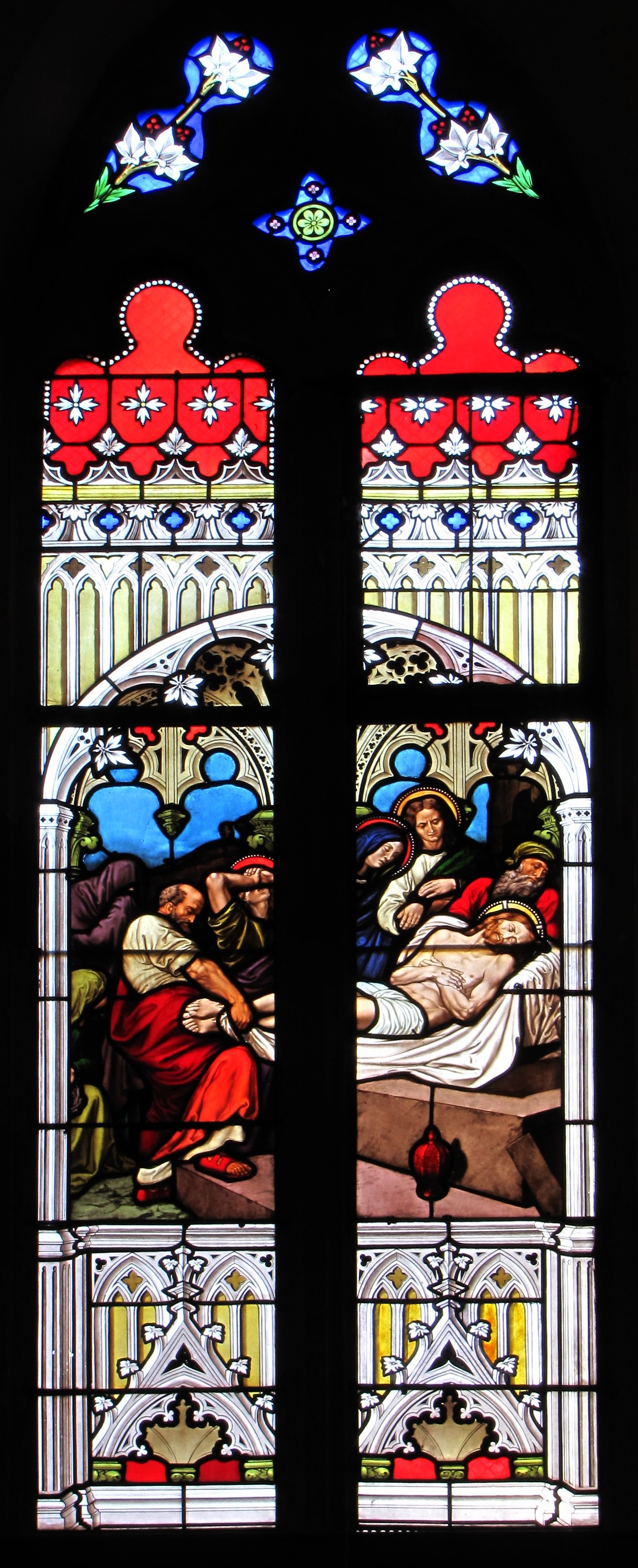
Église Notre-Dame de Bernardswiller[27].
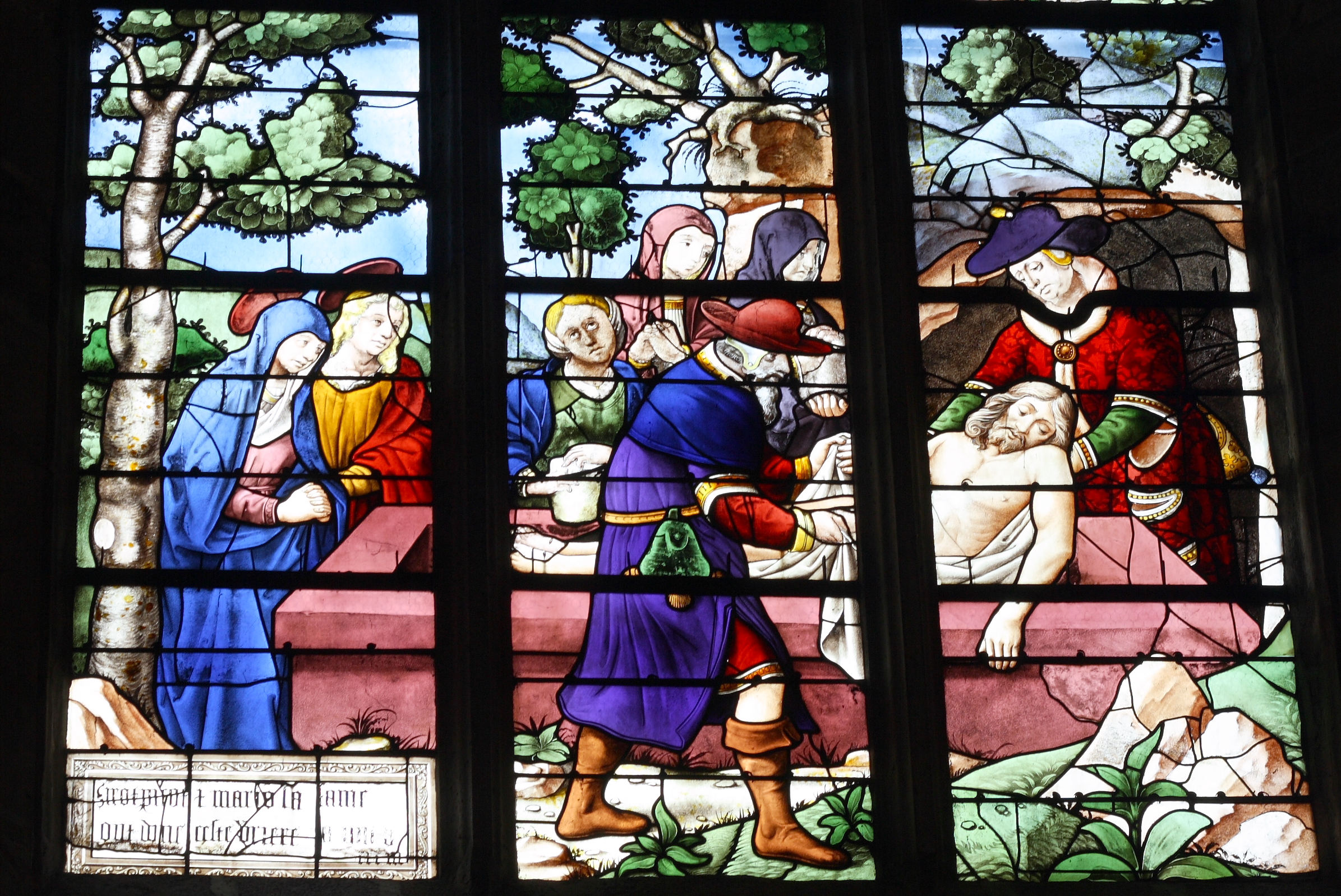
Église Saint-Pierre de Limours.
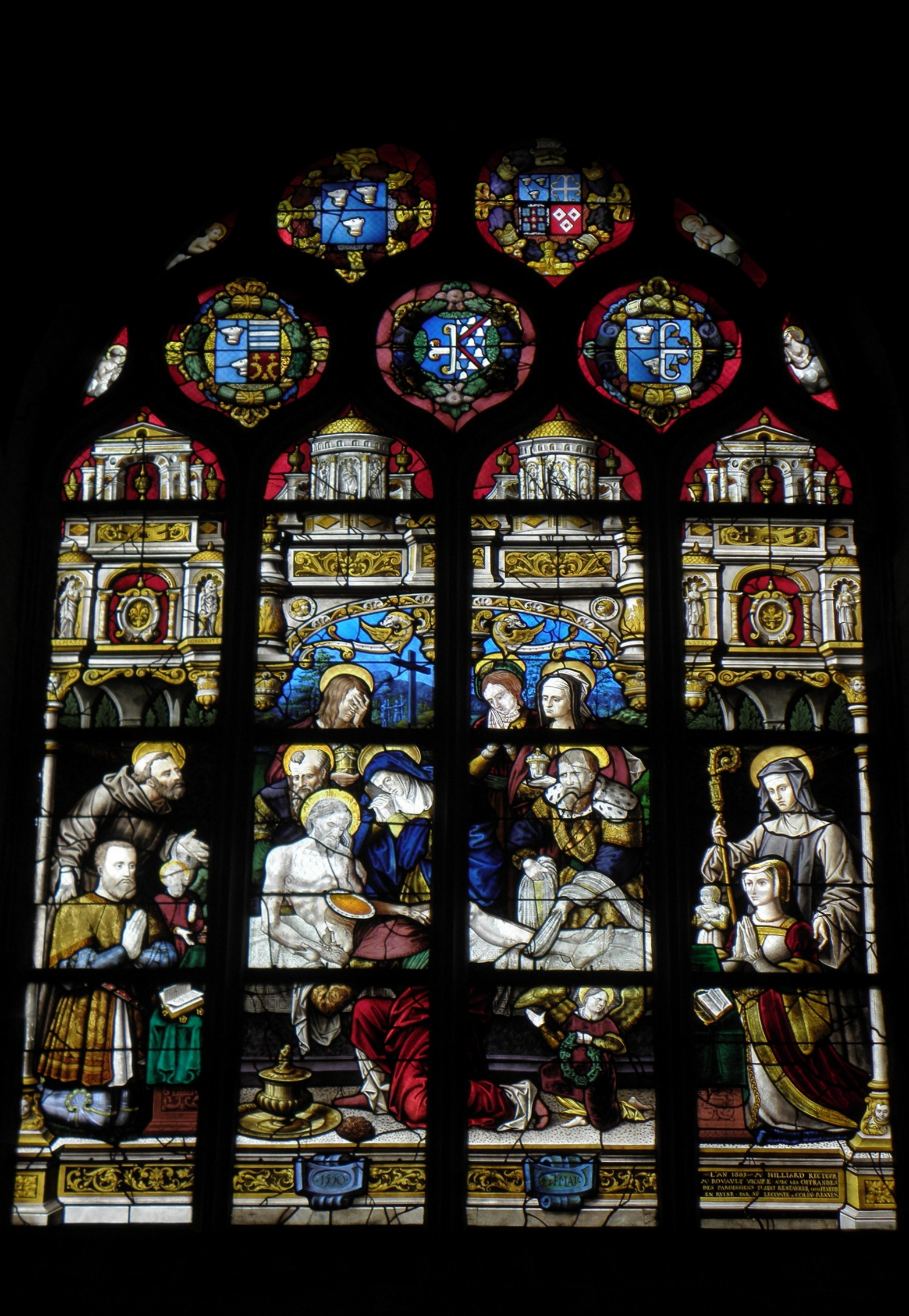
Église Saint-Pierre de Chevaigné[28].